# 2019年10月1日香港示威

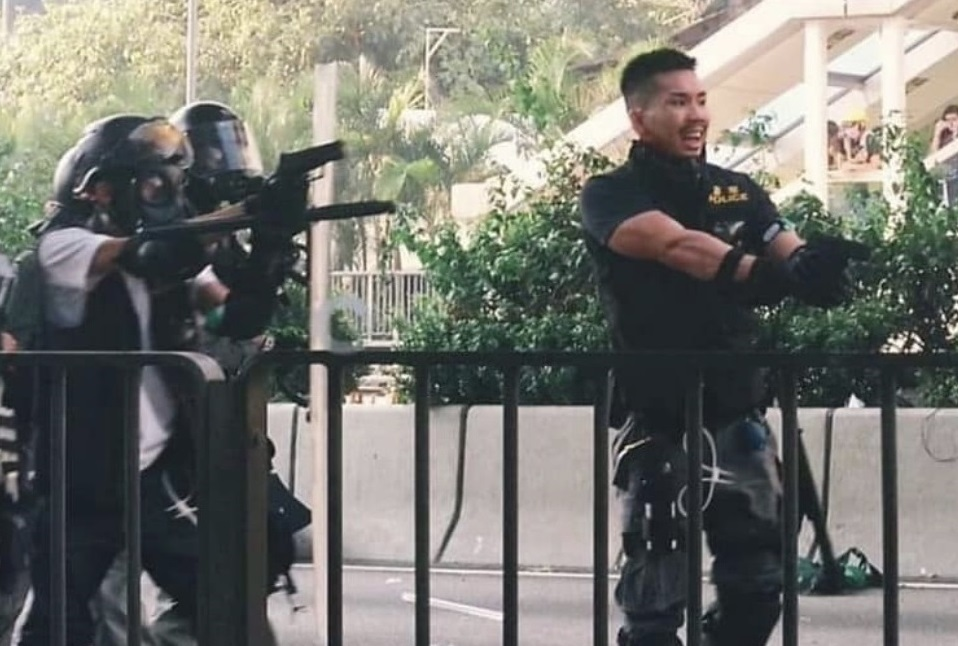
兩名防暴警察手持SIG P250手槍警告、驅趕示威者，右側的一名警員在持槍時展露出詭異笑容

2019年10月1日香港反對逃犯條例修訂草案示威活動，是於中華人民共和國建國70週年當天，發生在香港的反對逃犯條例修訂草案運動示威活動。
示威原由民間人權陣線所發起之「沒有國慶，只有國殤」遊行，意圖在慶祝中華人民共和國成立70周年大會期間同步進行示威，由港島銅鑼灣遊行至中環，但被警方發出反對通知書，其後經公眾集會及遊行上訴委員會上訴亦被駁回。有民眾決定承擔法律後果，並於十月一日當日在港多區自行發起遊行。警方嚴加戒備，情況迅速失控，一名示威者在衝擊期間被鎮暴警察開實彈槍射擊心臟，為首次有人中實彈。香港警方認為，此次示威影響擴散多區、兼影響區域全部都出現嚴重暴力衝突、破壞、堵路、縱火等，因此定性為「暴動」。

## 背景

### 十一遊行被反對
民間人權陣線擬於10月1日中華人民共和國國慶日發起「沒有國慶，只有國殤」遊行，由維多利亞公園遊行至中環遮打道，警方9月27日獲發出通知書反對遊行，民陣就警方決定提出上訴。上訴委員會其後聆訊，委員會聽取雙方陳詞後，決定駁回民陣上訴，維持警方反對十一遊行決定。
上訴委員會裁定，鑑於近日一連串公眾集會進行期間及之後發生一連串嚴重暴力事件，一致認為有關活動會對公眾及參加者人身安全構成威脅，裁定維持警務處長9月27日的決定，駁回民陣上訴，引起輿論批評。

### 前議員承接民陣遊行
9月30日下午，李卓人、何俊仁、梁國雄三名民主派前香港立法會議員，以及民陣副召集人陳皓桓宣布，四人會以個人身分，承接民陣原本遊行路缐，帶頭下午一時由銅鑼灣東角道集合，遊行到中環遮打道行人專用區。陳皓桓和李卓人等表示此舉是公民抗命的表現，清楚法律後果。

### 鐵路站及大型商場宣布關閉
9月30日，港鐵宣佈金鐘站、灣仔站、太子站自10月1日早上起關閉，直至另行通知。10月1日，由早上11時起，銅鑼灣、深水埗、黃大仙、沙田、車公廟、屯門、荃灣及荃灣西站，列車亦不停其車站。香港機場管理局又指，因應網上有人號召於今日堵塞往來機場交通，由市區開出往機場／博覽館的各條E線巴士服務，在中午 12 時半之後從市區總站開出的班次，其路線將縮短改以東涌為終點站。同時，介乎北角至上環之間來回線的電車服務已暫停。下午2時左右，港鐵葵芳站、葵興站、大窩口站及鑽石山站亦宣告關閉。 下午3時左右，西營盤站關閉。下午4時左右，香港大學站關閉，荃灣綫暂停服務。
多區商場宣布暫停營業，當中荃灣廣場在門外張貼告示提示市民；沙田新城市廣場多間商店及多條電梯則圍起封鎖線，以免市民進內。銅鑼灣希頓廣場，除張貼告示指預計今日附近有大型公眾活動進行，故關閉一天外，亦以圍欄圍封商場及以白布遮蓋部分出入口。另外，崇光百貨、利舞臺廣場亦暫停營業。在早上10時半，皇室堡只關閉了記利佐治街的出入口，告士打道的出入口仍可以出入，商場保安稱，暫時只有茶樓已經營業，其他商店就要視乎各自決定是否繼續營業。

## 經過

### 社民連遊行

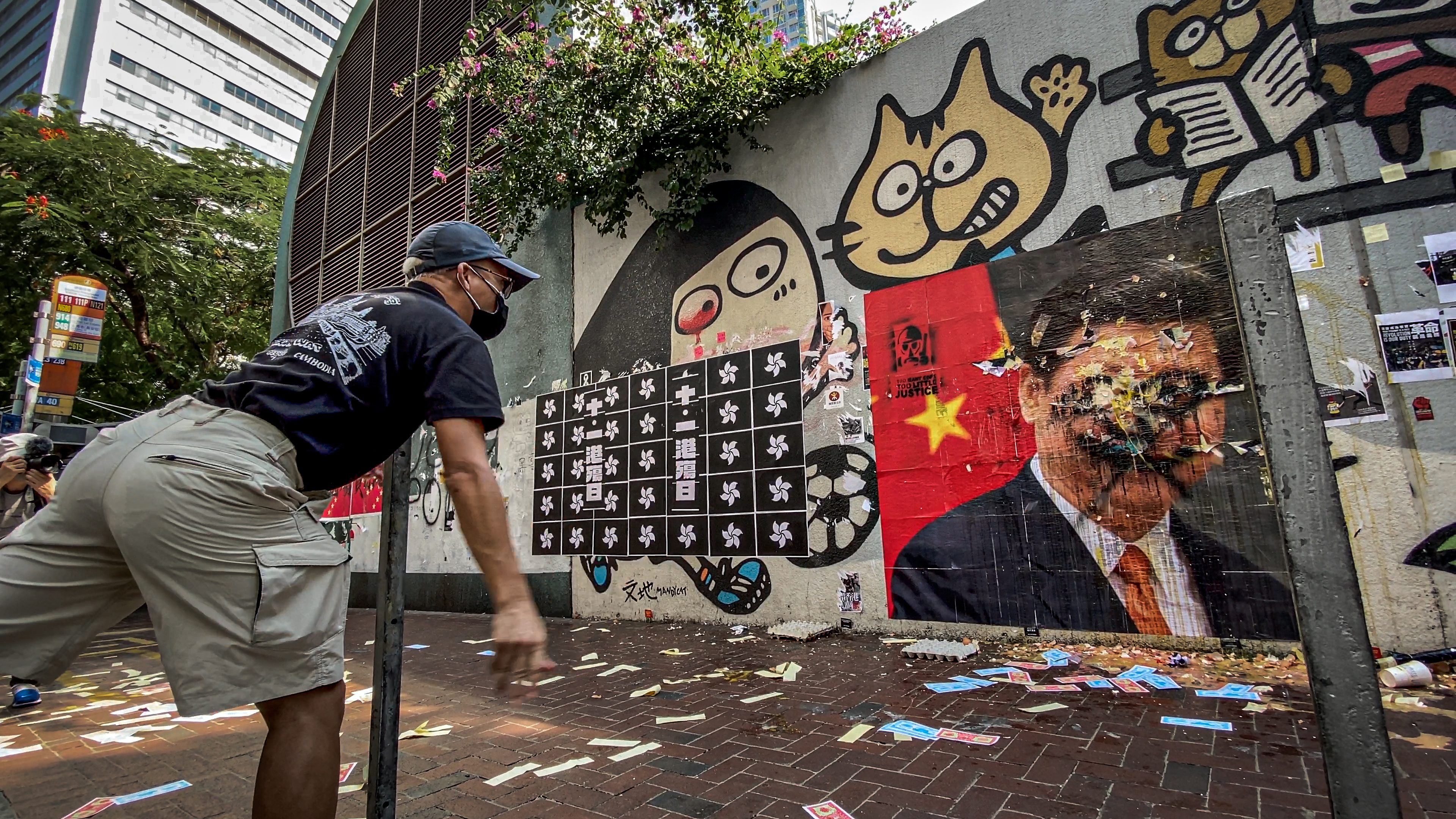
示威人士向中共總書記習近平的巨型肖像扔雞蛋抗議中共政權

社民連及四五行動，於當日上午7時15分，在灣仔進行示威，由灣仔家計會出發，遊行前往金紫荊廣場。早上時份，遊行人士與反對遊行的「愛國人士」發生衝突，警方一度施胡椒噴霧，社民連主席吳文遠及一名軍裝警員中胡椒噴霧，警員即場拘捕一名藍衫「愛國」人士。

### 英國領事館示威
下午約1時，約七八十人響應組織Britons in Hong Kong呼籲，到英國駐香港總領事館外示威，要求英國政府給予英國國民（海外）護照持有人更多權益。有人手持英國國旗和唱英國國歌并焚燒中國國旗。

### 各區示威

#### 港島

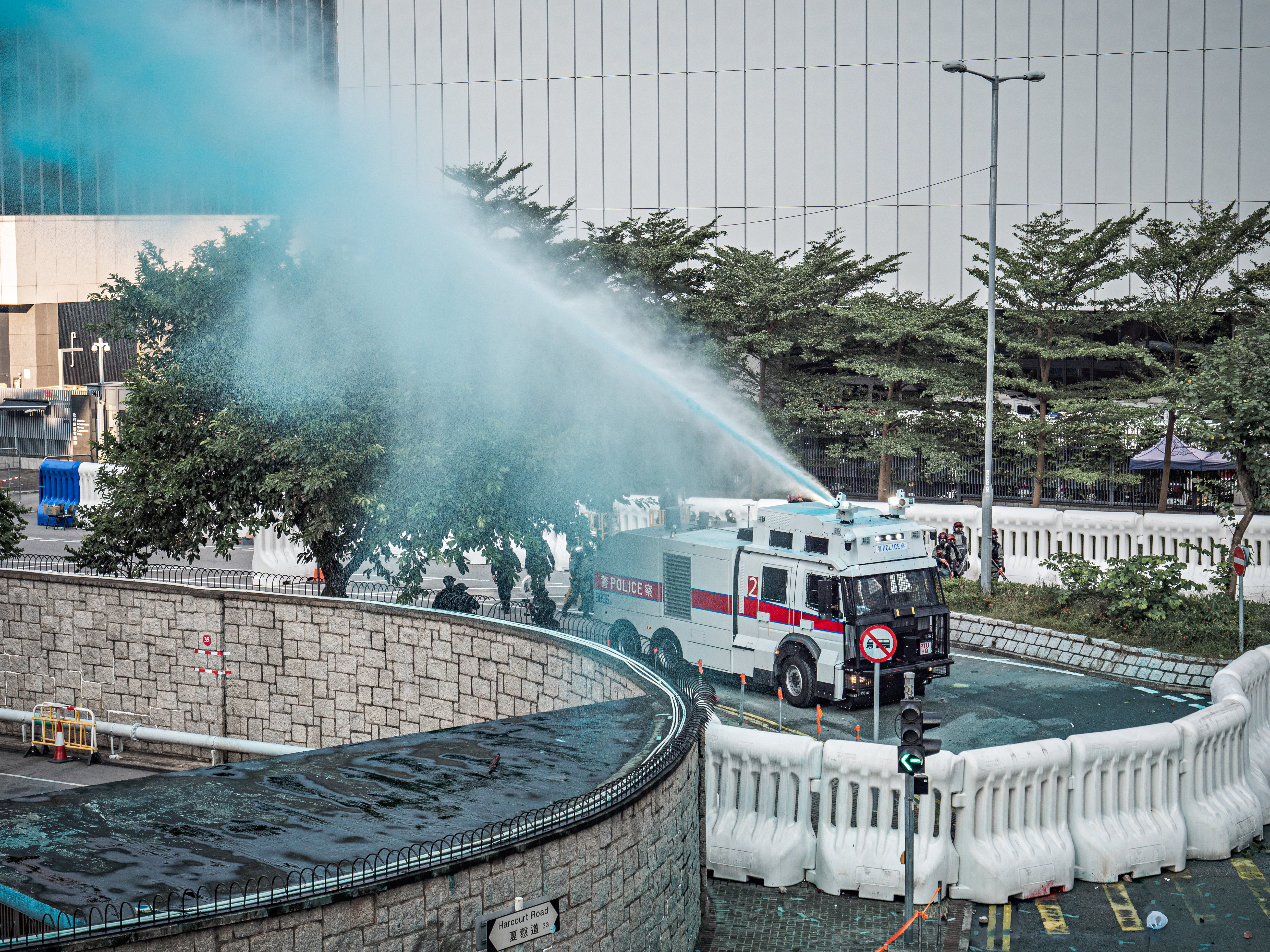
示威者佔領夏慤道後，警方出動水炮車噴灑藍色水劑驅散人群

儘管民陣遊行的申請被反對，民陣副召集人陳皓桓、工黨李卓人、社民連梁國雄及民主黨何俊仁以個人名義呼籲市民上街，按原定路線由維園遊行至中環。當天市民於約1時許起步，沿途高叫「香港人加油」、「光復香港，時代革命」、「五大訴求，缺一不可」、「10.1贺他老母」等口號，促政府回應五大訴求。灣仔站對出，李卓人帶領示威者為在中共政權下死亡的人默哀一分鐘。下午2時49分，遊行隊伍已到終點，民陣副召集人陳皓桓估計至少有十多萬人參與遊行，並呼籲參與者流水式散去。但遊行人士繼續向西環香港中聯辦方向進發，灣仔一帶有人破壞國慶裝飾，有示威者把習近平的肖像加上一對小熊維尼耳朵，配上anti-CCP等標語，製成噴漆，在銅鑼灣有示威者邊走邊撒溪錢，高呼「天滅中共」、「收野呀！」、「十一國殤日」，有人焚燒中華人民共和國國旗，而德輔道有人焚燒紅旗，大批市民聚集在銅鑼灣東角道，多人手持中國以外的多國國旗。大批防暴警察於中聯辦外戒備，並出動水炮車。下午2時許，軒尼詩道近天樂里位置，有人在馬路上撒溪錢和放黑氣球，以示對港府的不滿。
下午4時左右，市民佔領夏慤道。二十分鐘後，警方水炮車噴射藍色水，又使用催淚彈。隨著警民爆發衝突，立法會在4時半左右發出紅色警示，要求所有公眾人士離開立法會範圍。衝突其後蔓延至灣仔和銅鑼灣，警方再次使用水炮車。

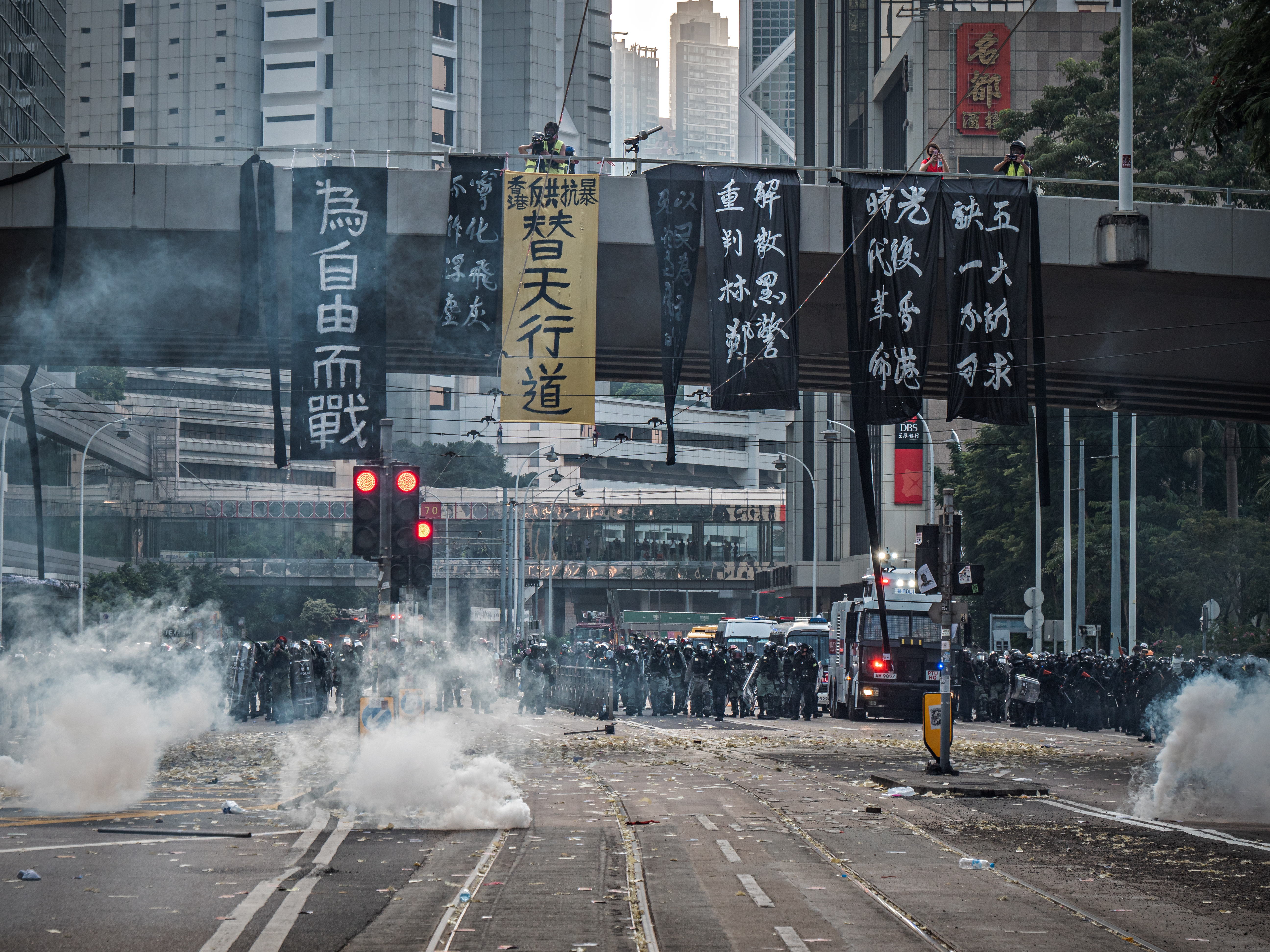
警方在金鐘道發射催淚彈
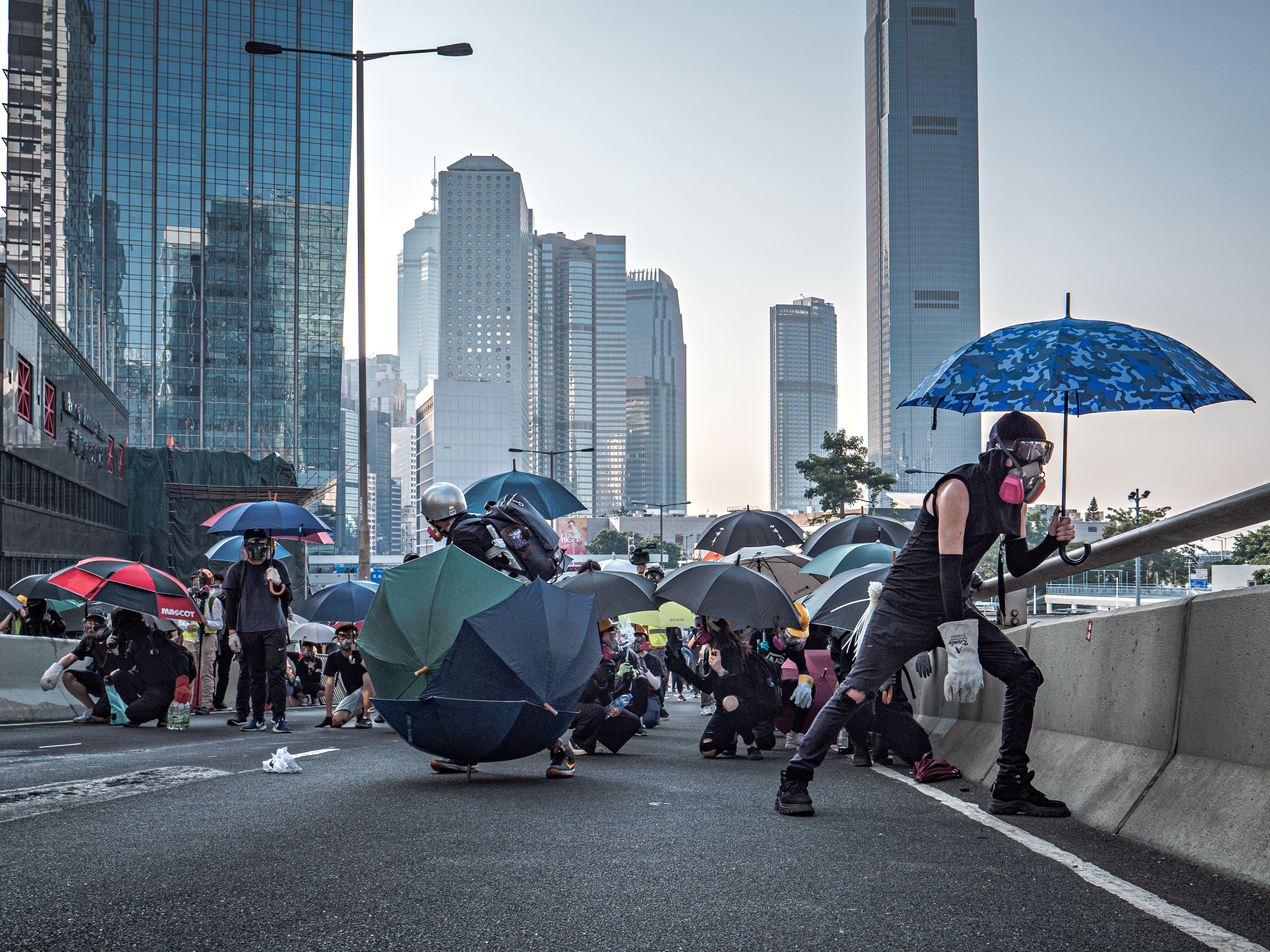
在金鐘夏愨道的示威者
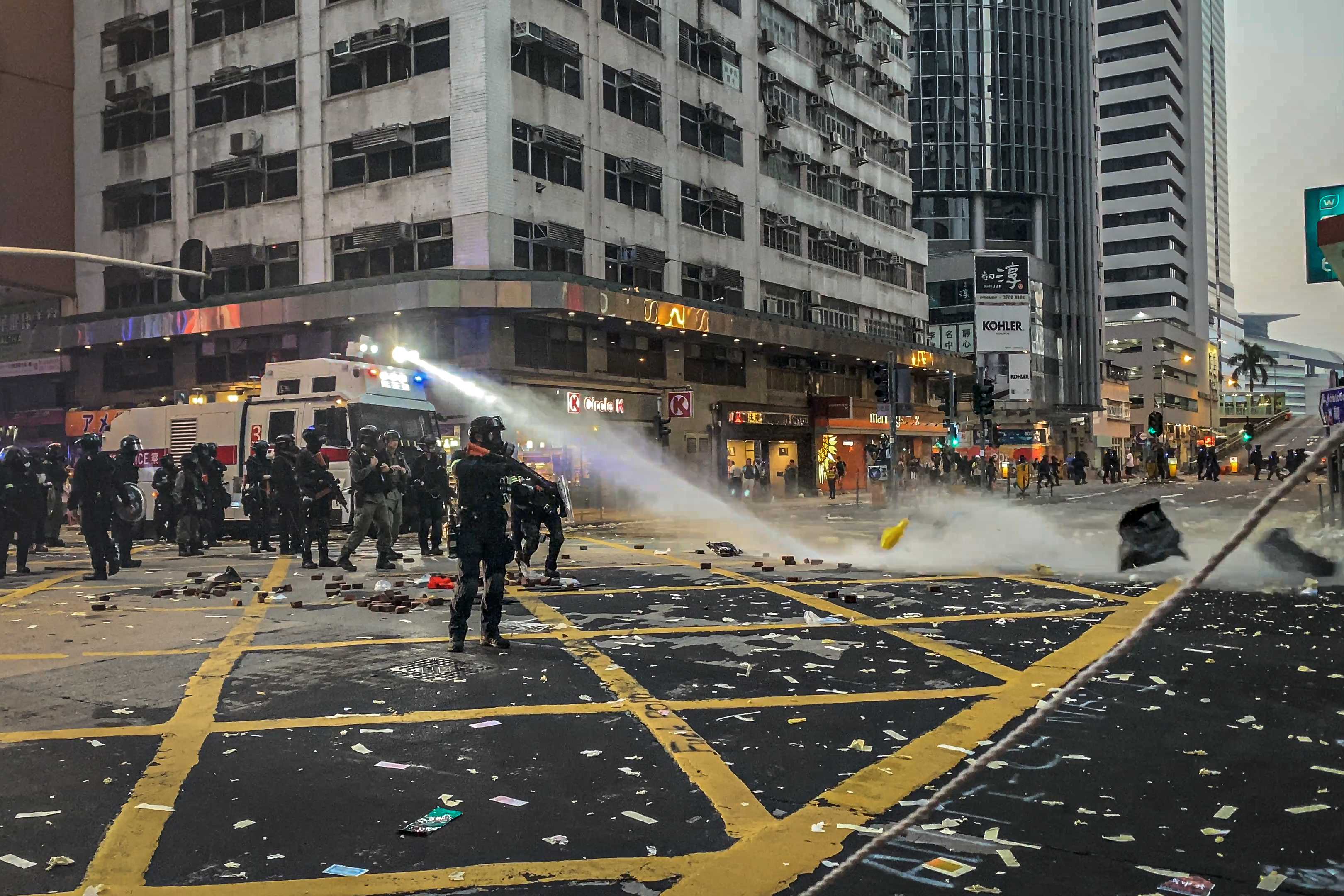
在灣仔，警員利用水炮車掃走示威者設置的路障
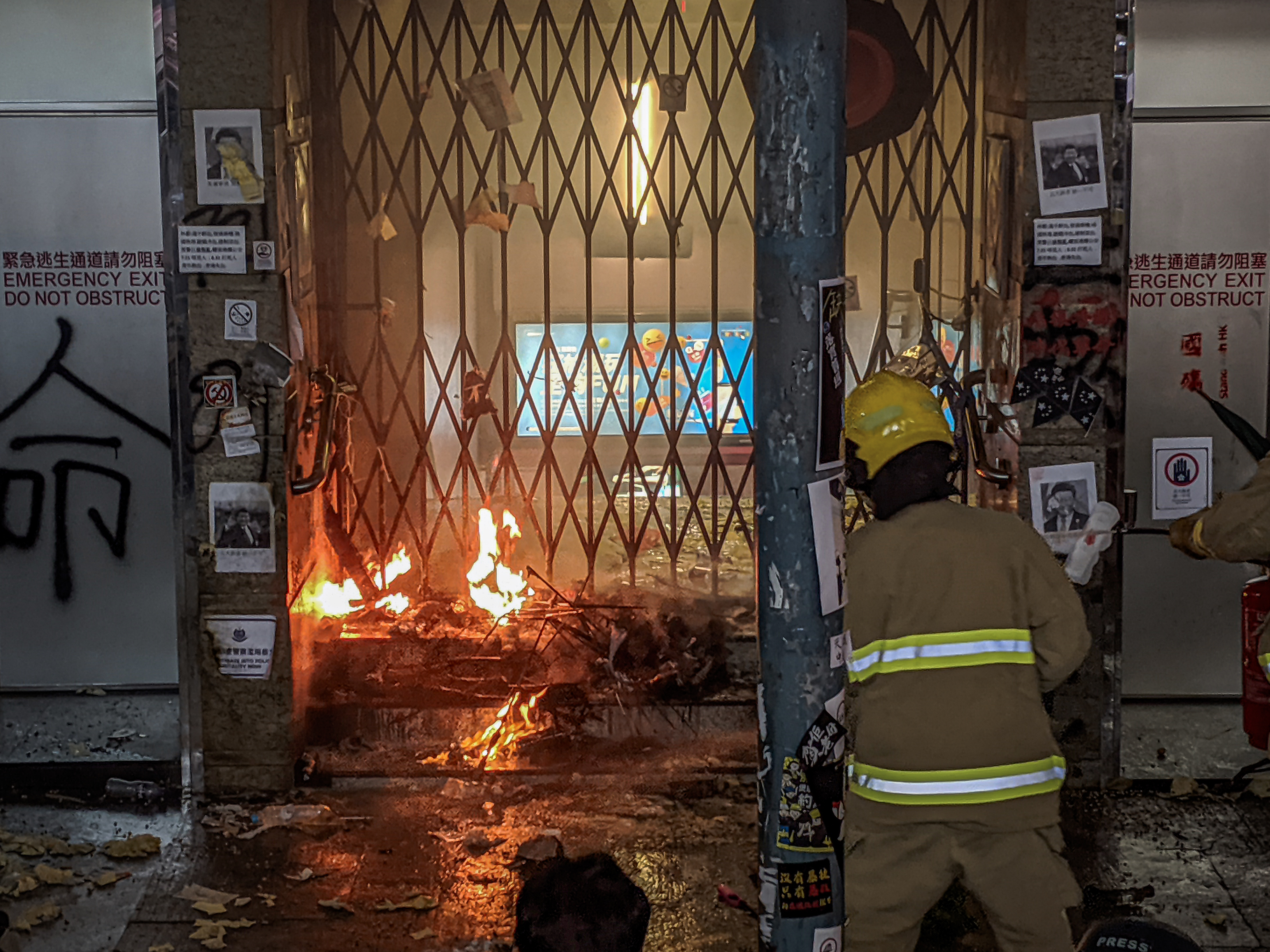
港鐵銅鑼灣站的出入口被人縱火
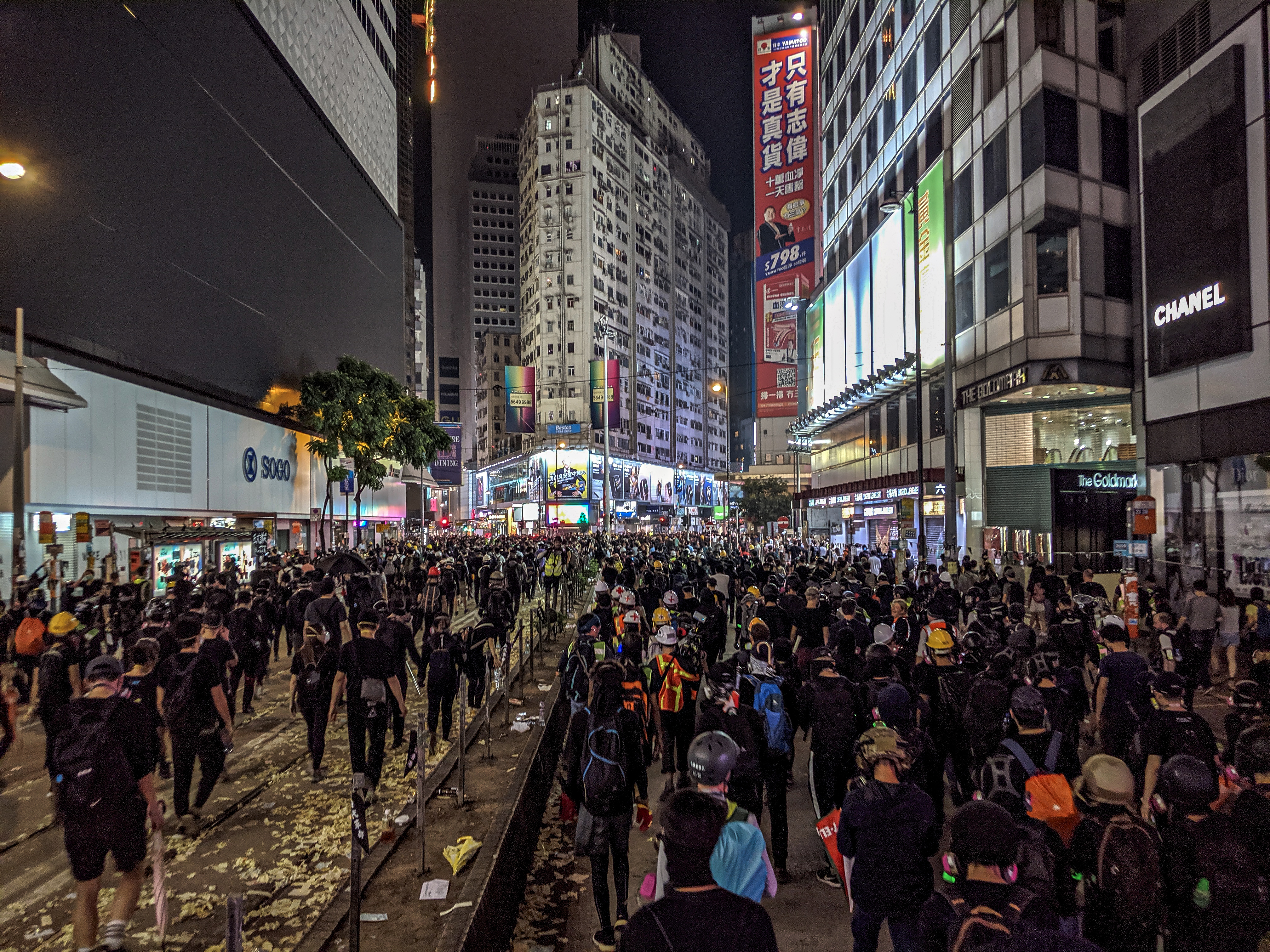
晚上銅鑼灣軒尼詩道仍然有大批示威者佔據馬路

#### 黃大仙
原定集合地點黃大仙廣場當天有防暴警察戒備，而港鐵亦已在早上11點起關閉黃大仙站 在中午，幾乎所有在路面行走的市民都被警察盤問，警方表示如有非法集結，他們可能涉及其中，當天有多人被搜身。12時43分，有人在地面寫上「光復香港 時代革命」，其後被捕。1時20分，有黑衣人合唱《願榮光歸香港》，並高呼香港人加油，有人着防暴警察一齊唱。警方在2時10分左右於黃大仙北館和黃大仙廟前放催淚彈。警方和示威者先後在沙田坳道、彩虹道、黃大仙消防局對出、雙鳳街街市外、鳳德公園外、龍翔道等地對峙，其中於龍翔道有示威者眼部中催淚彈流血。有示威者向警察投擲汽油彈，而警察亦發射布袋彈鎮壓。
下午3時左右，有一小巴在市民未有任何舉措之下，於鳳德道加速衝向在馬路上聚集的市民，沒有人受傷。該小巴在晚上9時左右被發現在新蒲崗一車房外起火，最終被燒毀，消防到場救熄。
下午4時左右，黃大仙中心南館一帶，有電單車起火，波及附近樹木。 下午4時38分，再有示威者被射中眼部，亦有警員舉真槍示警。

#### 深水埗
原定集合地點楓樹街遊樂場早上貼出告示，稱因為特別事故關閉場地。約1時許，已有約30名警員於楓樹街遊樂場外駐守。約1時50分，有大批市民佔據長沙灣道並向深水埗方向進發，有人撒溪錢。遊行至長沙灣政府合署後，有示威者堵塞長沙灣道及欽州街交界一帶。約2時45分，防暴警察和速龍小隊展開驅散行動，欽州街一帶示威者一度四散。約3時半，大批示威者回到欽州街一帶。至約4時，示威者破壞政府合署玻璃，又投擲汽油彈，觸發灑水系統。其後防暴警察兩度嘗試驅散示威者，一度發射催淚彈和布袋彈，但示威者於警方後退後亦重新聚集，期間一名香港電台英文新聞部記者眼角中彈受傷。其後示威者多次投擲汽油彈和於政府合署附近縱火。約9時，有人向天發放煙花，並高叫「賀佢老母」，又有人於深水埗站C1及D1出口縱火。

#### 旺角及尖沙咀

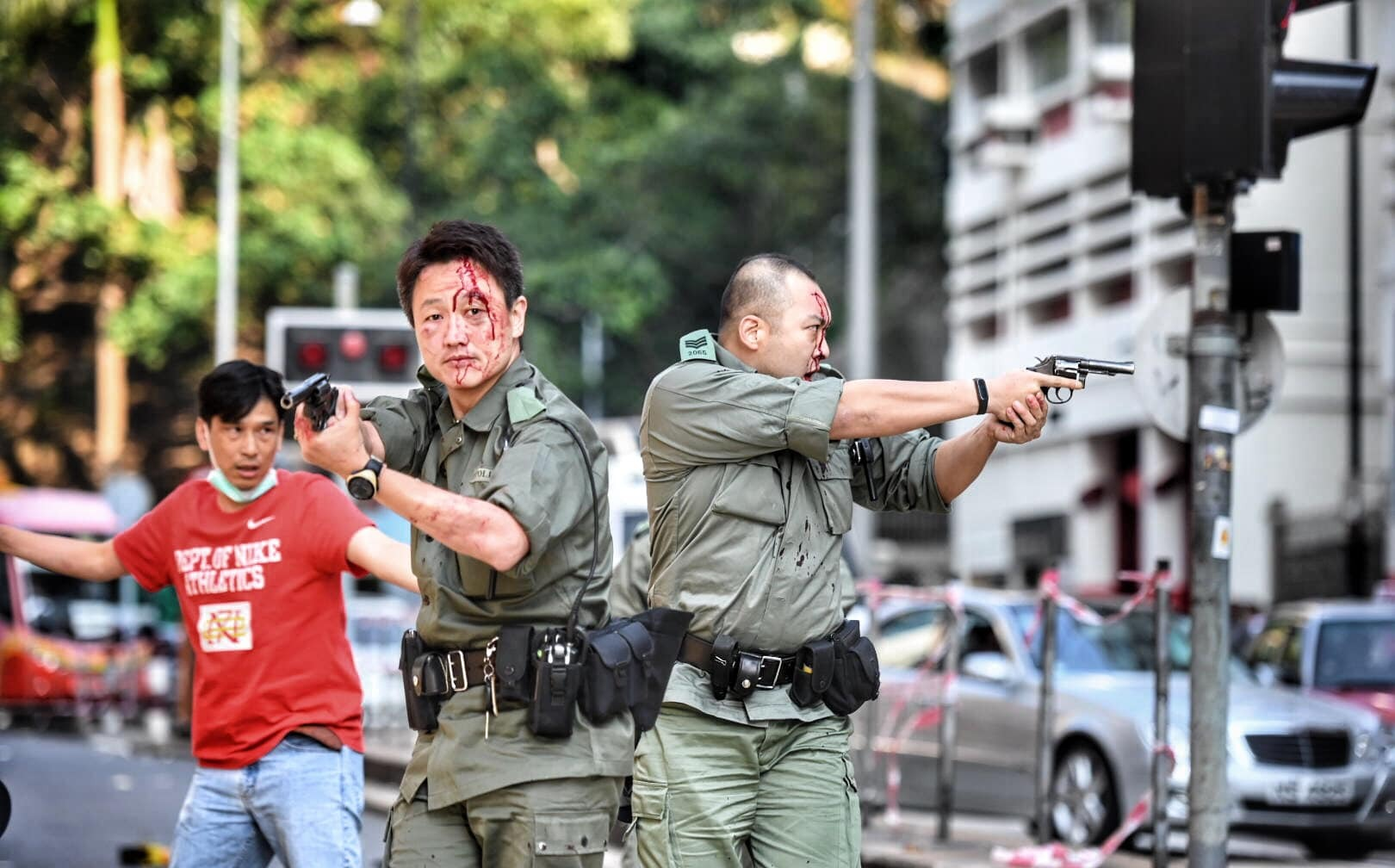
下午3時半，兩名警員在油麻地的彌敦道和窩打老道交界與示威者爆發衝突，兩名警員頭破血流，最終向天開兩槍實彈

下午近2時，有示威者向尖沙咀警署投擲燃燒彈，警方戒備。下午3時半，兩名警員在油麻地的彌敦道和窩打老道交界與示威者爆發衝突，兩名警員頭破血流，最終向天開兩槍實彈。
晚上，有示威者在旺角警署外與警員有所衝突。

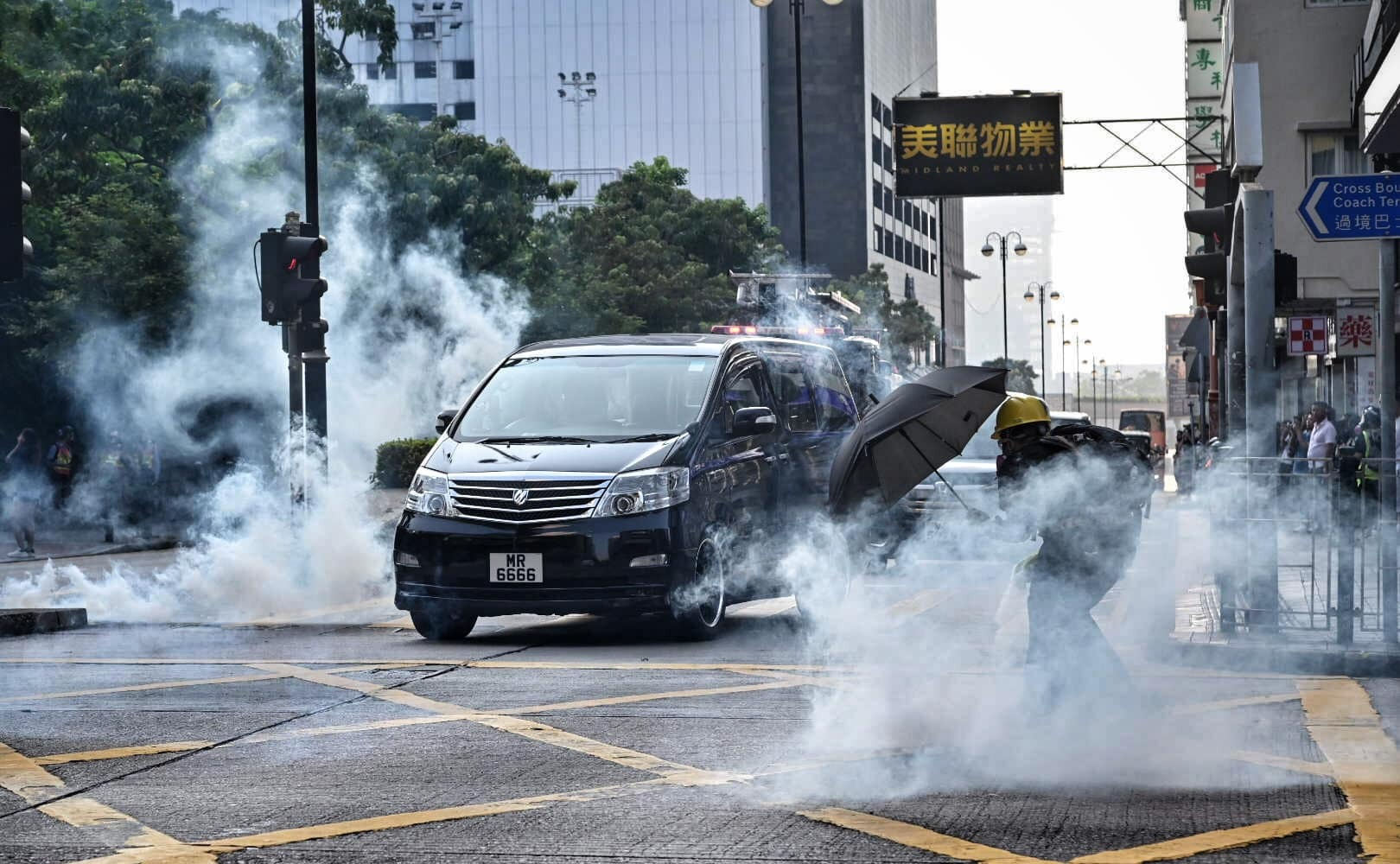
警方在尖沙咀警署外的柯士甸道發射催淚彈
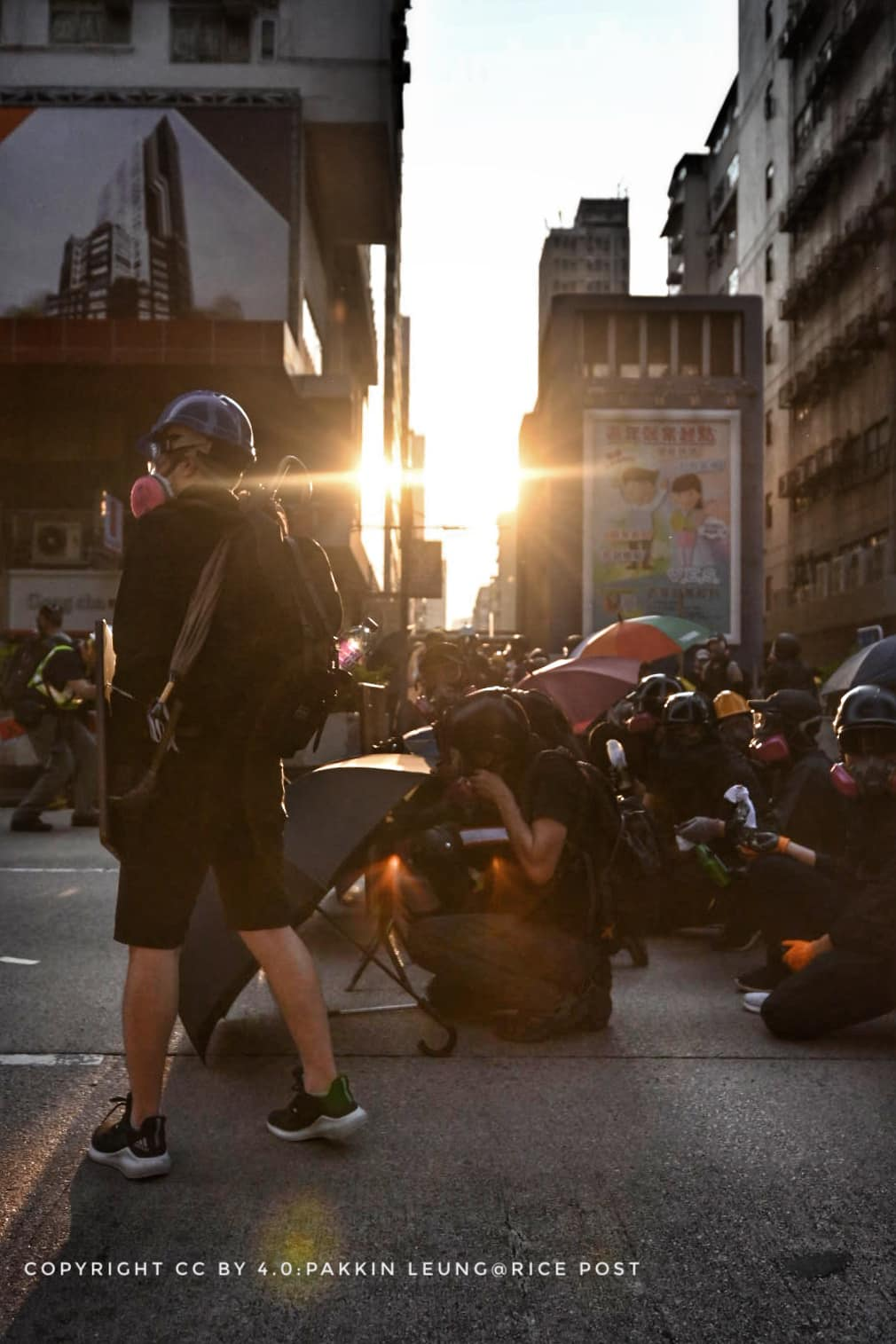
彌敦道的示威者
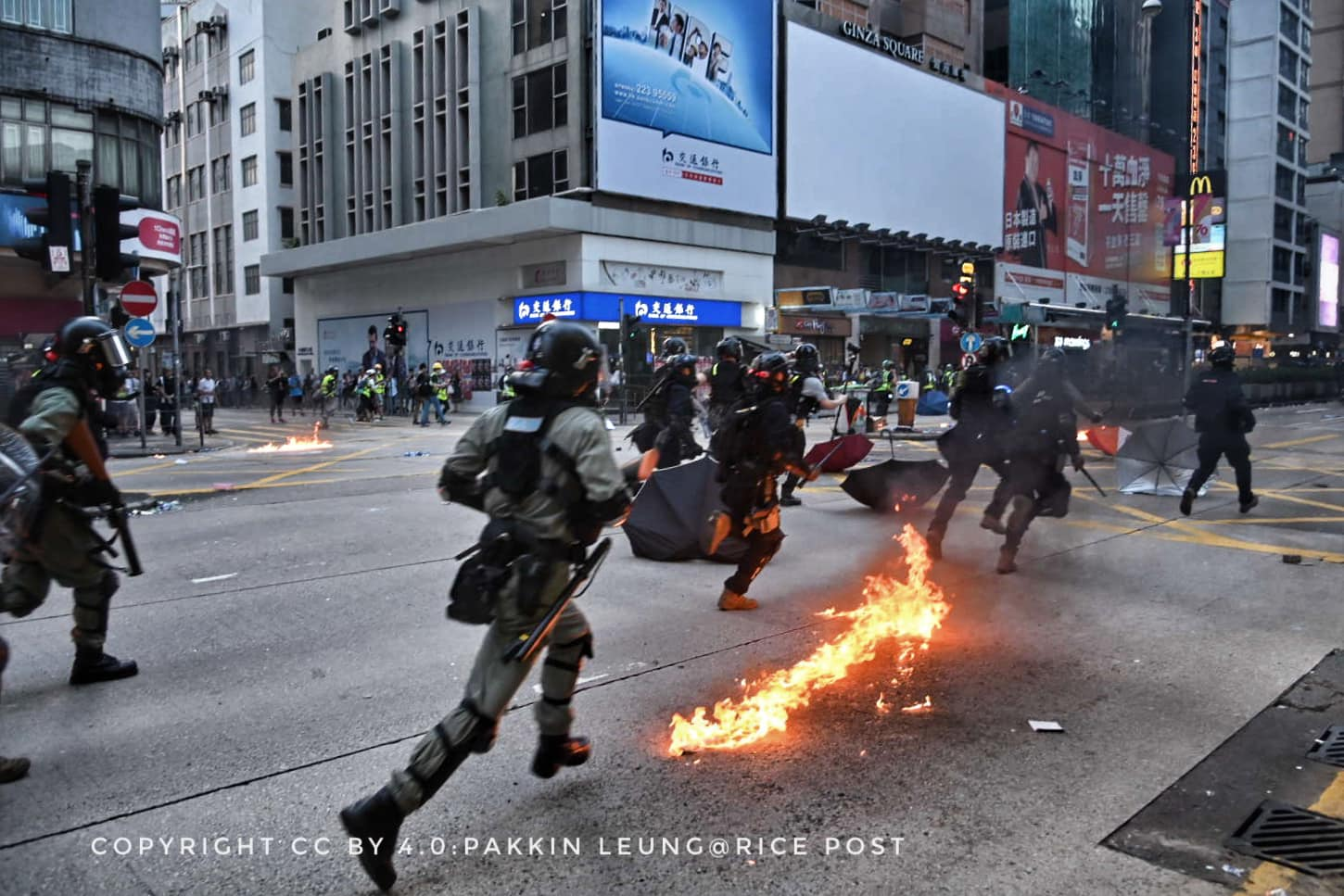
傍晚，大批防暴警員在油麻地的彌敦道進行追捕
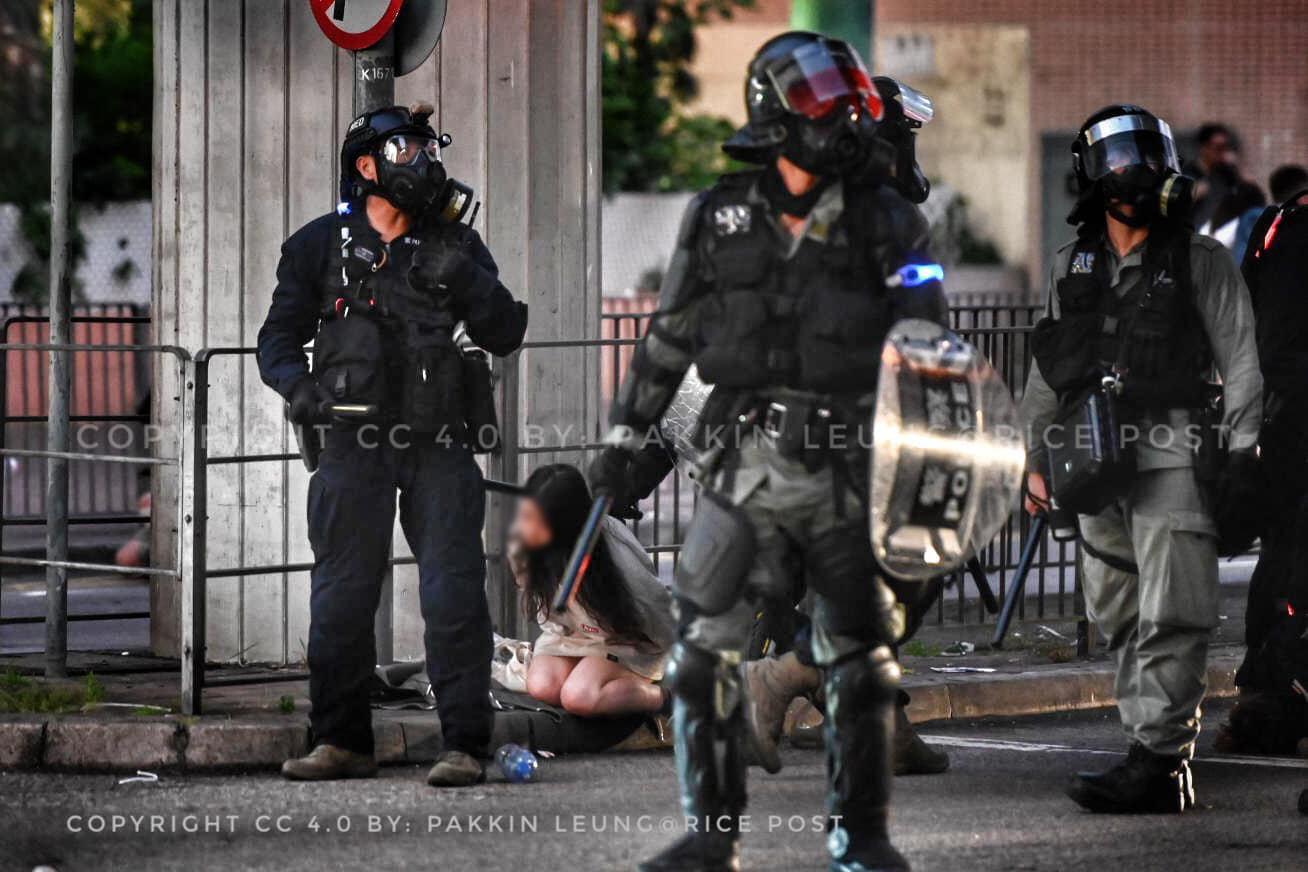
一名少女被捕，並扣上索帶

#### 屯門

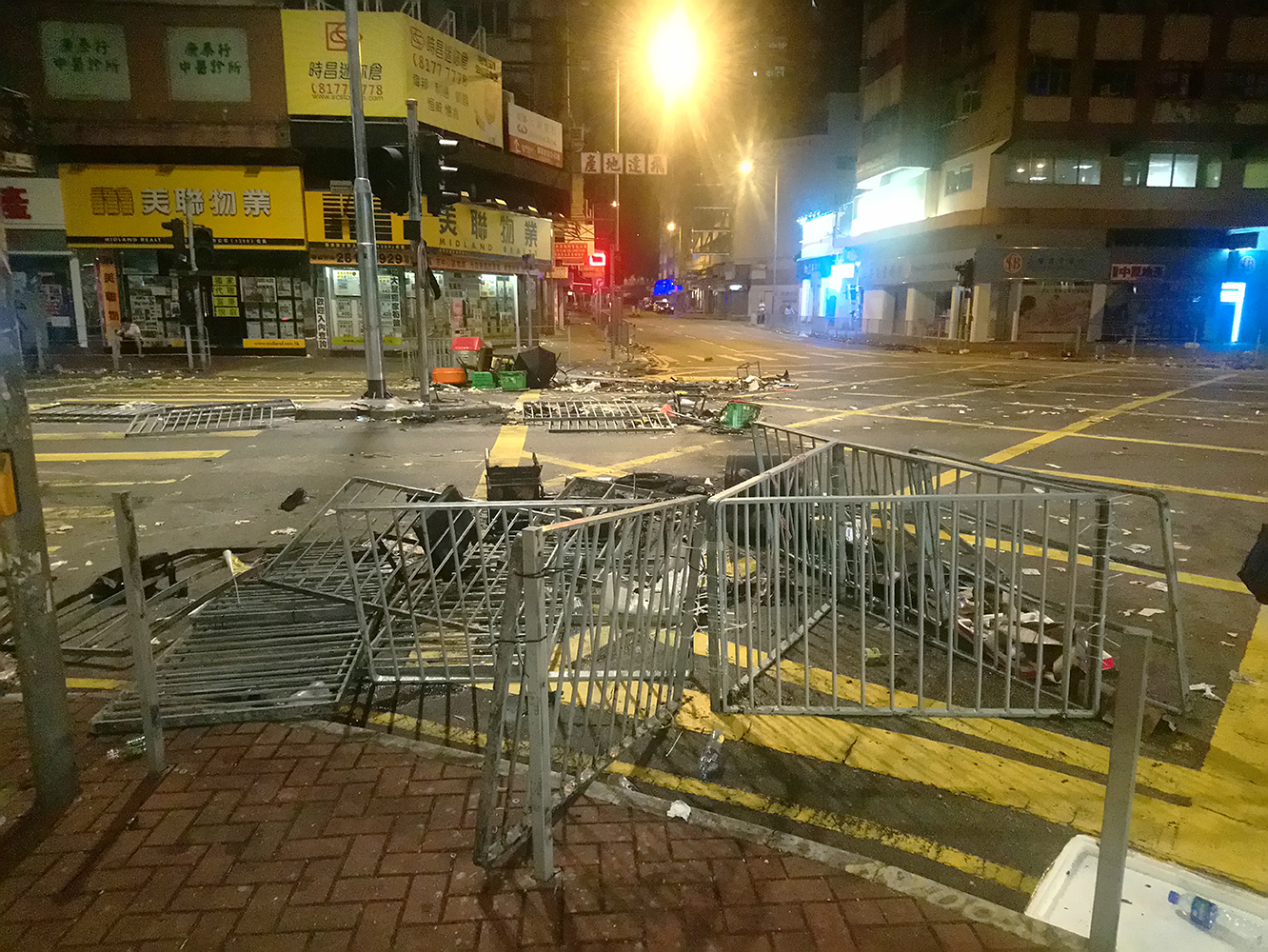
屯門鄉事會路大量路邊圍欄被拆下做路障，交通燈亦被破壞至失靈

中午12時40分，有大批市民在屯門大會堂外的文娛廣場聚集，其中兩人被警員搜查期間引起多人圍觀，最少兩人被拘捕。到下午2時10分，防暴警察突然從屯門大會堂出入口衝出廣場，其間施放胡椒噴霧，多人被制服。而示威者不斷向防暴警丟雜物。其後警察帶着被捕人士撤回屯門大會堂。衝突期間有人跪地求饒，有女子被警員掌摑。而無綫新聞記者及攝影師報稱被腐蝕性液體濺中。示威者轉去V city對出的屯門鄉事會路架設路障。
下午3時15分左右，防暴警員在V City外舉黑旗和舉起長槍，五分鐘後在屯門鄉事會路與杯渡路交界施放多輪催淚彈，以圖驅散示威民眾。另一批警員同時在附近包抄示威者，多人被制服。示威者其後往新墟方向後退，並在蔡意橋焚燒雜物和撒溪錢。其後警員在蔡意橋上施放催淚彈，而示威者向警員方向投擲磚塊及燃燒彈。有人到屯門鄉事會行政大樓內的私家車投擲汽油彈。而大興政府合署也被人破壞。
到晚上8時，示威者先後在V City對出的屯門鄉事會路及輕鐵蔡意橋站縱火，其後退向卓爾居方向。而防暴警在晚上近11時一度在屯門西鐵站外佈防。

#### 荃灣

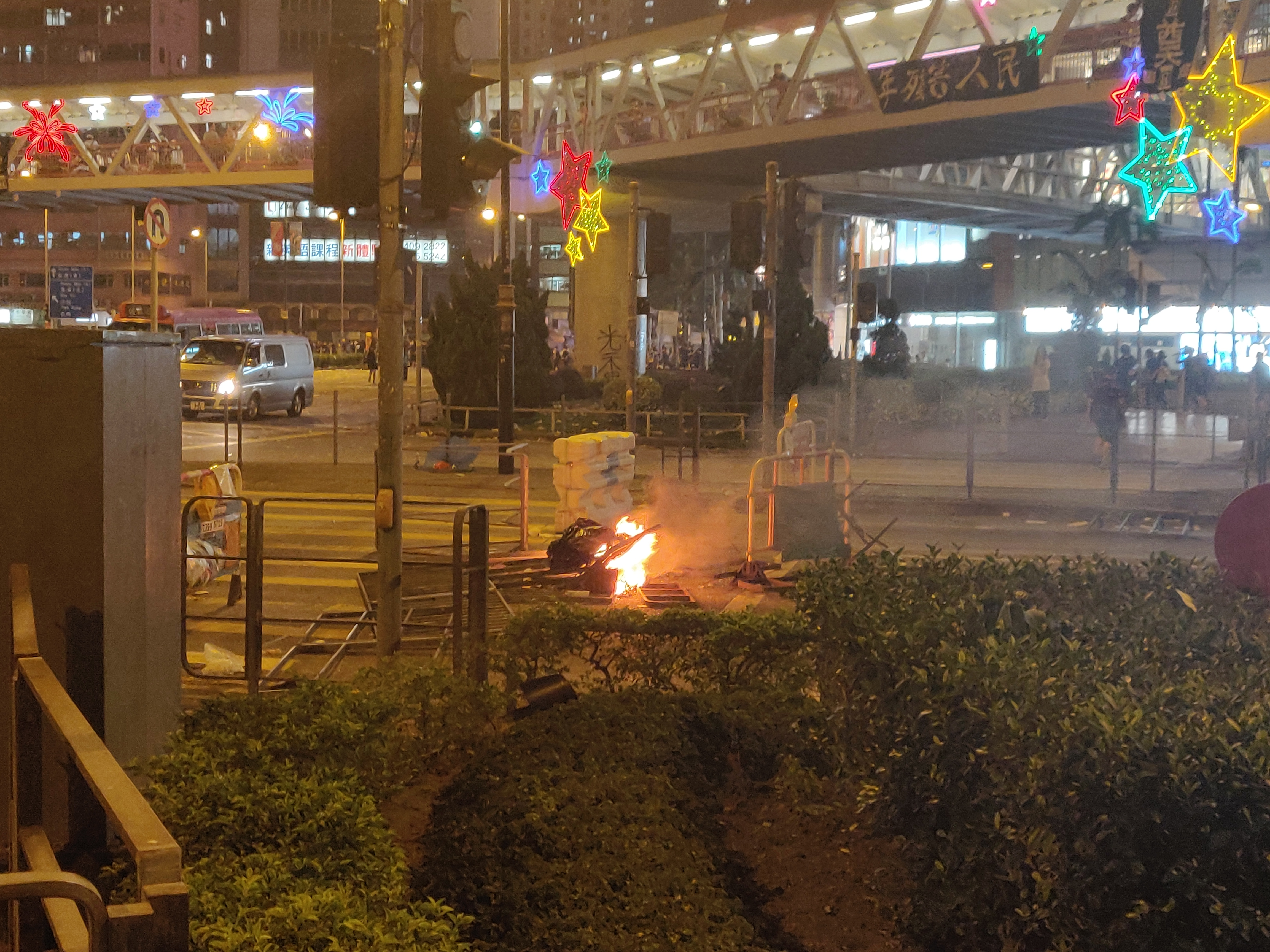
荃灣大河道有示威者放置路障和縱火以阻礙警察行車

在荃灣，近百市民聚集於沙咀道遊樂場對出的天橋，逐漸走入沙咀道球場內。2時左右，荃灣示威者高叫「中旅社見」，大部分人離開球場，同時示威者出現暴力行為。另外，荃灣沙咀道有示威投擲汽油彈，燒著地面的紙溪錢，亦有示威者拆附近欄杆。此中，荃灣示威者前往立法會議員何君堯辦事處，並破壞辦事處。3時左右，荃灣中旅社遭破壞，大門被撬開後，店內玻璃、屏幕均碎裂。現場示威者已全部散去，有強烈天拿水味，玻璃碎片散落一地，部分櫃位的玻璃亦被打破，紙張散落一地。荃灣大部分示威者撤離青山公路，高呼去楊屋道。有警員舉黑旗警告示威者。
當日示威中，香港城市大學學生會編輯委員會拍攝到，一名戴藍色手套、持藍色盾牌（實為浮板）的荃灣公立何傳耀紀念中學18歲中五男學生曾志健於荃灣大河道手持不足兩尺長的白色幼棍狀物體向警察揮舞。警員持槍指向他胸口的一瞬間，他以棍狀物揮向警察手臂，警員曾家輝幾乎同一秒鐘近距離向他左胸開槍，子彈擊中他的肺部。他隨即倒地自稱中槍：「我中槍，好痛，去醫院！」他稱不知受傷位置，自行脫下面罩，他口唇蒼白，之後躺在路邊，為該年6月至今首宗於反對逃犯條例修訂草案運動中警槍實彈事件，他中槍倒地後被警員制伏。另一示威者邱宏達試圖再拾起在曾志健身旁的白色棍狀物，但隨即被警察制伏在地上。其他示威者撤退時，向警員方向投擲一枚汽油彈。期間有警員試圖再拾起在曾志健身旁的白色棍狀物，但疑隨即被同袍叫停，另一警員卻從遠處拿來一枝逾一米長的黑色鐵枝，並一併拿走浮板、頭盔、面罩等證物，但事發時《法新社》拍到的相片及影片均顯示曾志健只是手持不足兩尺長的白色棍狀物。之後救護人員到場，接手處理傷者，並將他帶上救護車。醫院消息人士透露，傷者肺部中槍後情況危殆，被送往伊利沙伯醫院心胸外科救治。由於子彈遺留在他身體的後方，出現血胸，需要接受引流手術，取出子彈碎片。曾志健在10月3日被控一項參與暴動罪及兩項襲警罪，而邱宏達被控參與暴動罪。警務處處長盧偉聰於晚上11時52分在警察總部大堂會見記者，證實首次有人中彈，指該名中槍學生的膊頭附近位置中槍，但為未中心臟仍在急救中，盧偉聰指傷者以及示威者，因持有鐵鎚與棍等武器涉嫌襲警被捕，警方會根據情況作調查再決定是否落案，認為警員因感到自己及同袍生命受威脅而開槍是合理、合法、合乎指引。前香港特別行政區行政長官梁振英在社交網站向校方施壓，要求荃灣公立何傳耀紀念中學校長開除該名中槍學生學籍，並稱被槍傷的學生為「暴徒」。校方派代表翌日發新聞稿，新聞稿表示對有學生中槍受傷感到十分難過和擔憂，事發後校長和老師已立即前往醫院探望傷者，及向學生親人致以問候。校方已啟動「危機處理小組」，由教育心理學家、社工、教師輔導學生情緒，並會全力支援傷者和家人，同時希望學生參與公眾活動時注意安全、遠離危險，以及希望傷者早日康復。

#### 葵涌
下午，有大量示威者佔領葵芳興芳路。晚上10時許，大量防暴警察進入葵涌邨截查及帶走數人。前區議員梁錦威指出葵涌邨商場天橋，以及連接葵馥苑外有途經的居民搜查，之後更拘捕十多位居民。批評警察令居民安全受到威脅，形容是無理拘捕。梁要求房屋署、嘉怡物業管理有限公司及九源物業顧問公司舉行居民大會。
到深夜，一批市民在葵涌紀律部隊宿舍葵馥苑對開聚集，不滿警方在此處拘捕至少10人，質疑警方濫捕並使用過份武力。到凌晨12時，大批防暴警察及速龍小隊人員到場驅散，並一度出示黑旗和橙旗。逗留的市民沿大窩口道及上角街後退及散去。而警員亦走進葵涌商場及葵涌邨多座大廈的平台。其中綠葵樓對開有7人被截停搜查，3名女子被帶走。有記者拍攝期間被警員以要保障被搜查人士的私隱和不可被記者聽到被搜查人士高叫的姓名而要求遠離，之後更有警察警告記者必須離開，表示3次警告後會拘捕記者。

#### 沙田

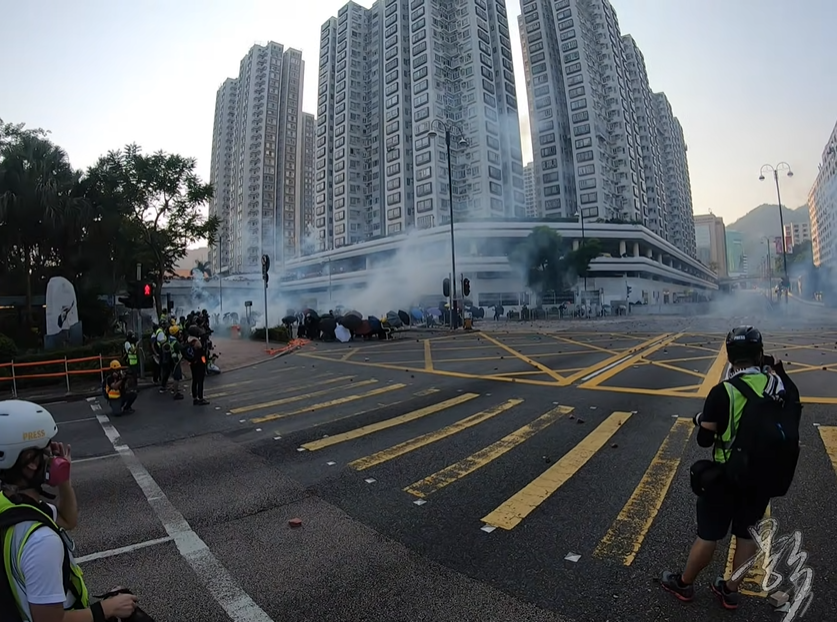
在沙田源禾路的示威者

下午1時半，沙田示威者沿城門河遊行。下午2時起，大批示威者在源禾路近沙田鄉事會路位置以雜物品設置路障，並在好運中心天橋放置多枚漆彈及可樂罐。而另一批示威者遊行至沙燕橋時，警民爆發衝突，警方多次施放催淚彈，部分示威者向警方擲回催淚彈、漆彈、可樂罐和汽油彈還擊。其後速龍小隊由源禾路方向衝入好運中心和沙田中心3樓商場外的通道，並在天橋上多次開槍，將催淚彈及胡椒球射向好運中心住宅平台及天橋。而飛行服務隊的直昇機在城門河上方盤旋。到下午5時，沙燕橋上有防暴警員驅趕在場圍觀的街坊，有警員更用粗口指罵圍觀者。到5時45分，在沙田市中心的大批示威者退至沙田紅十字會捐血站、近希爾頓中心位置，防暴警察繼續施放催淚彈。而帝都酒店外的巴士站至少有3架衝鋒車戒備。到晚上6時，最少有兩人被壓在地上制服，防暴警察更阻擋現場的多名記者拍攝，要求他們只可在封鎖線五米以外進行採訪。其後警員更催迫傳媒離開，並高舉胡椒噴霧和以強光照射，引起在場記者不滿起哄。到6時24分，防暴警察在沙田瀝源橋發射數枚催淚彈。
到晚上6時44分，示威者轉往大圍一帶設置路障，大圍站玻璃碎裂，閘機被人破壞。港鐵之後表示關閉車站，引起在場市民不滿。指已經從車公廟步行到該處乘車，不過車站廣播並無提及大圍需要封站。

## 影響

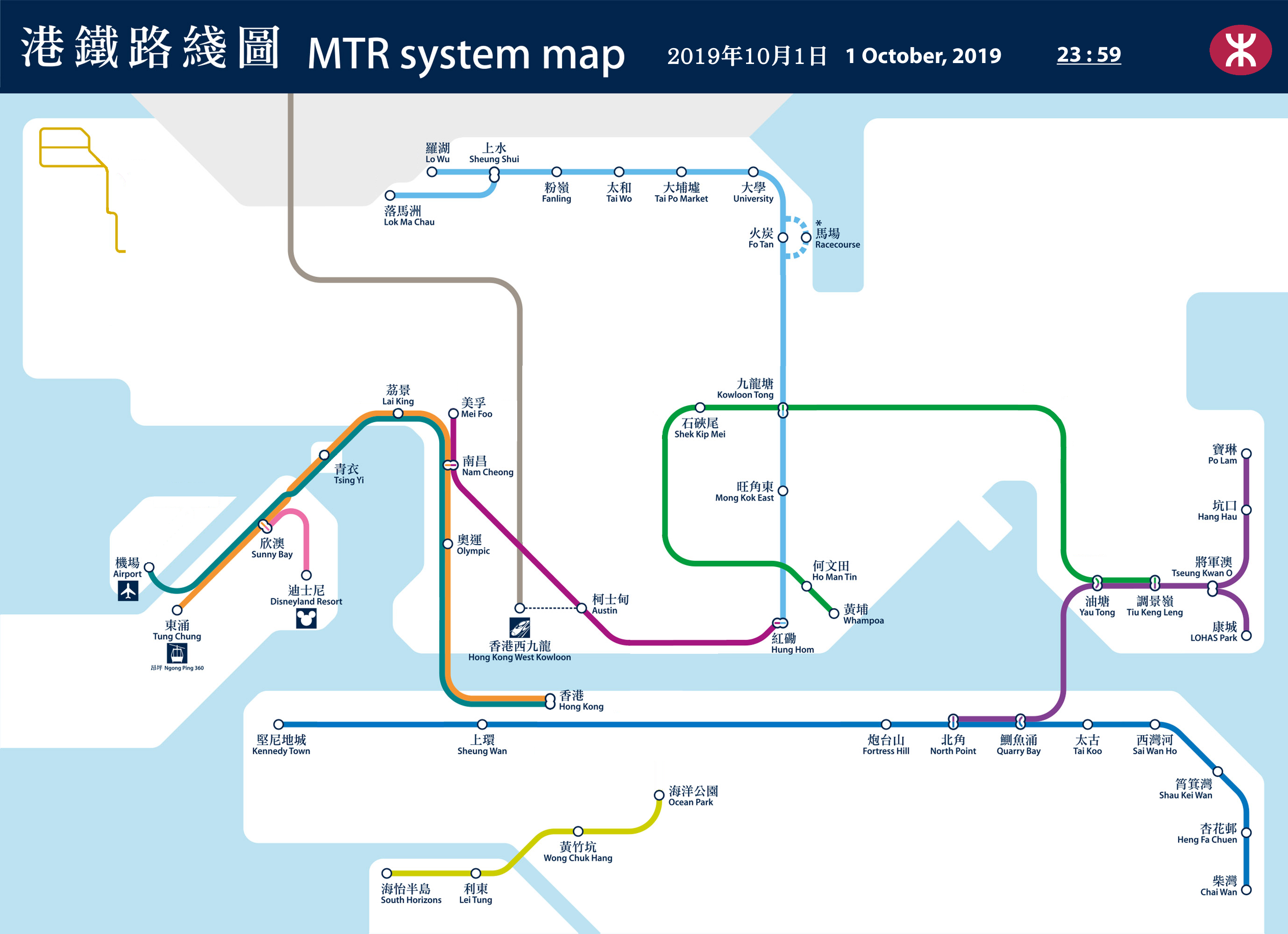
10月1日港鐵列車服務結束前的路線圖

### 港鐵一半車站關閉
當日截至晚上11時，港鐵及機場快綫全數93個（不包括香港西九龍站及輕鐵各站）站有47個站關閉。

### 全港多個大型商場關閉
全港各區多間商場宣布暫停營業，包括港鐵旗下的圓方、德福廣場、青衣城和連城廣場。而新鴻基地產旗下多個商場亦會關閉，包括世貿中心、apm、新城市廣場、形點和V city。尖沙咀的美麗華商場、iSQUARE、K11和K11 MUSEA亦關閉。
在銅鑼灣多個商場都暫停營業。有居民形容該處變成「死城」，認為商場沒有必要關閉，指示威活動未有波及商場內的商戶。而且批評港鐵只配合警方行動而關站。而內地旅客認為會影響旅遊意欲，令人覺得香港危險。表示會取消大部分行程，留在民宿。

### 外媒同時報導示威衝突與國慶閱兵
香港民眾上街舉行「國殤日遊行」示威同時，北京國慶70週年閱兵式已經結束（事實上該遊行示威活動正式開始時間為下午一時，剛好是內地70週年大閱兵結束時間），部分外國媒體把北京閱兵式、煙火表演，與香港催淚瓦斯和氣彈襲擊的畫面交替轉播。

## 各方反應

### 香港警務處
香港警務處在晚上約7時發出新聞稿，指全港多區有「暴動行為」，「暴徒」在各區放火及大肆破壞，已經有多人受傷，緊急呼籲所有市民應該留在安全地方，切勿外出。
警方亦將這天的各區示威活動定性為「暴動」，這是繼警方將6月12日警民衝突定性為一場「暴動」（其後改口風，澄清沒有定性當天事件為「暴動」）後再次將示威定性為「暴動」。處長盧偉聰指全港多處在下午開始有「暴動的違法行為」，他予以最嚴厲譴責，形容這天是香港「其中一個最暴力、最混亂的日子」。

### 香港記者協會
香港記者協會（記協）10月2日發聲明指出，多名記者在採訪期間受傷，對所有針對前線新聞工作者的暴力行為予以強烈譴責，促請警方及示威者，不應惡意阻礙記者正常採訪。
記協指出，警方昨展開驅散示威者行動期間，多個地區發生警員涉嫌失控襲擊記者事件，其中兩名《蘋果日報》女記者於油麻地天后廟附近的彌敦道嘗試採訪一名已被制服的女示威者時，被躲於花槽的速龍警員連開三至四槍，幸記者及時伏下閃避未有受傷。《壹週刊》則有一名攝記兩度被橡膠子彈射中，惟無大礙。
記協又提到，《立場新聞》記者在佐敦被警員企圖扭攝影機的鏡頭，甚至被箍頸；另一名《立場新聞》記者在銅鑼灣被橡膠子彈或海綿彈打中受傷送院治理。記協對受傷記者致以慰問，並呼籲傳媒機構提供足夠的保護裝備予前線記者。
此外，記協又稱一名香港電台英文即時新聞記者被不明物體擊中頭部送院；在屯門大會堂一帶，亦懷疑有人潑灑腐蝕性液體，導致多名記者及攝影師受傷。記協強調任何人在採訪現場恐嚇或襲擊前線新聞工作者，均嚴重干預新聞自由，促請警方及示威者不應惡意阻礙記者採訪。

### 香港公共醫療醫生協會
香港公共醫療醫生協會發聲明強烈譴責警察使用過份武力清場，開槍嚴重傷害示威者。他們表示「開槍警員只是被棍攻擊手部，並沒有如警方辯稱生命受到嚴重威脅。學生中槍旋即倒地並大量出血，傷者同伴見狀，立刻上前試圖施救，惟被另一名防暴警察阻止並將之制服按在地上。」由於射擊前並沒有發出口頭警告，而且當時警員手執一支用作發射布袋彈的長槍，卻選擇以殺傷力更大的手槍向學生左胸發射，行徑與行刑無異，嚴重超出警隊應使用的武力水平。
聲明又指出警方表示有關學生只是膊頭位置附近受傷，而非左邊胸腔受槍傷，乃嚴重歪曲事實。他們補充，前線警員對市民、記者、醫護人員懷有敵意並毫不專重，但警方高層不但沒檢討，更多次為下屬的過失辯解。他們認為政府和警方的武力只會令香港的情況不斷退後、敗盡警隊的專業形象，「不但令更多香港市民蒙受不必要的傷害，將香港警察推到市民的對立面，更嚴重損害香港的國際形象。」
而且，四個警察協會對公共醫療醫生協會的声明感到不滿並發表聲明反駁。

### 香港教育專業人員協會
香港教育專業人員協會亦發新聞稿，高度關注中學生在示威期間中槍，並強烈譴責警方使用致命武力。教協認為警方開槍等於火上加油，只會令局勢惡化，要求政府交待事件詳情並展開調查。教協質疑警員事發時舉槍衝前並近距離對學生使用致明武力的恰當性和相稱性。
就雙方使用的武力不斷升級引致多人受傷，教協表示十分痛心，並呼籲雙方克制，並呼籲校長及老師盡力向受影響的學生提供支援。對於政府，教協表示警方的暴力和大規模拘捕與「緩和危機」是背道而馳。教協認為政府必須以具體行動回應民意，包括成立獨立調查委員會，以緩和社會緊張的氣氛。

### 香港政府
香港政府發新聞稿指當天有極端暴力行為，並表示極度憤慨。政府認為當天的行為對市民安全造成極大威脅，嚴重破壞社會秩序，並著社會予以最強烈譴責。就荃灣開槍事件，政府引述警方表示「在場執法警務人員生命受嚴重威脅」，所以需要「按警隊指引，在警告無效下以適當的武力作出應對」。面對「暴徒」的行為，他們表示為了保障市民安全和恢復社會秩序，警務人員有必要採取適當的武力，果斷地作出驅散和拘捕。最後，政府指出十月一日的「暴動」是「有組織、有計劃的破壞，令香港陷入混亂和恐慌」，又稱「事件已經變質」。政府呼籲家長和老師勸喻年幼子女和學生切勿參與未經批准的集會及遊行活動，並且遠離暴力。

### 中央政府
新華社發表題為《嚴正執法剜除暴力惡瘤》的評論文章，形容持續三個多月的「黑色恐怖」「已近瘋狂」，「如果繼續容忍暴力，香港必然沉淪；止暴制亂，必須彰顯法治的力量，剜除毒瘤，將所有『暴徒』儘快繩之以法。」

### 英國
英國外交事務大臣藍韜文發表聲明，他表示沒有任何藉口可以採取暴力，但就此事件而使用實彈並不合乎比例，只會構成局勢升級的風險。藍韜文認為當局有需要進行建設性對話，回應香港人的合法訴求，又說需要見到示威者及當局雙方，保持克制及降溫。

### 歐盟
歐盟外交事務發言人Maja Kocijancic強調，對話、為局勢降溫和保持克制是香港唯一的出路。

## 後續事件

### 何傳耀中學集會

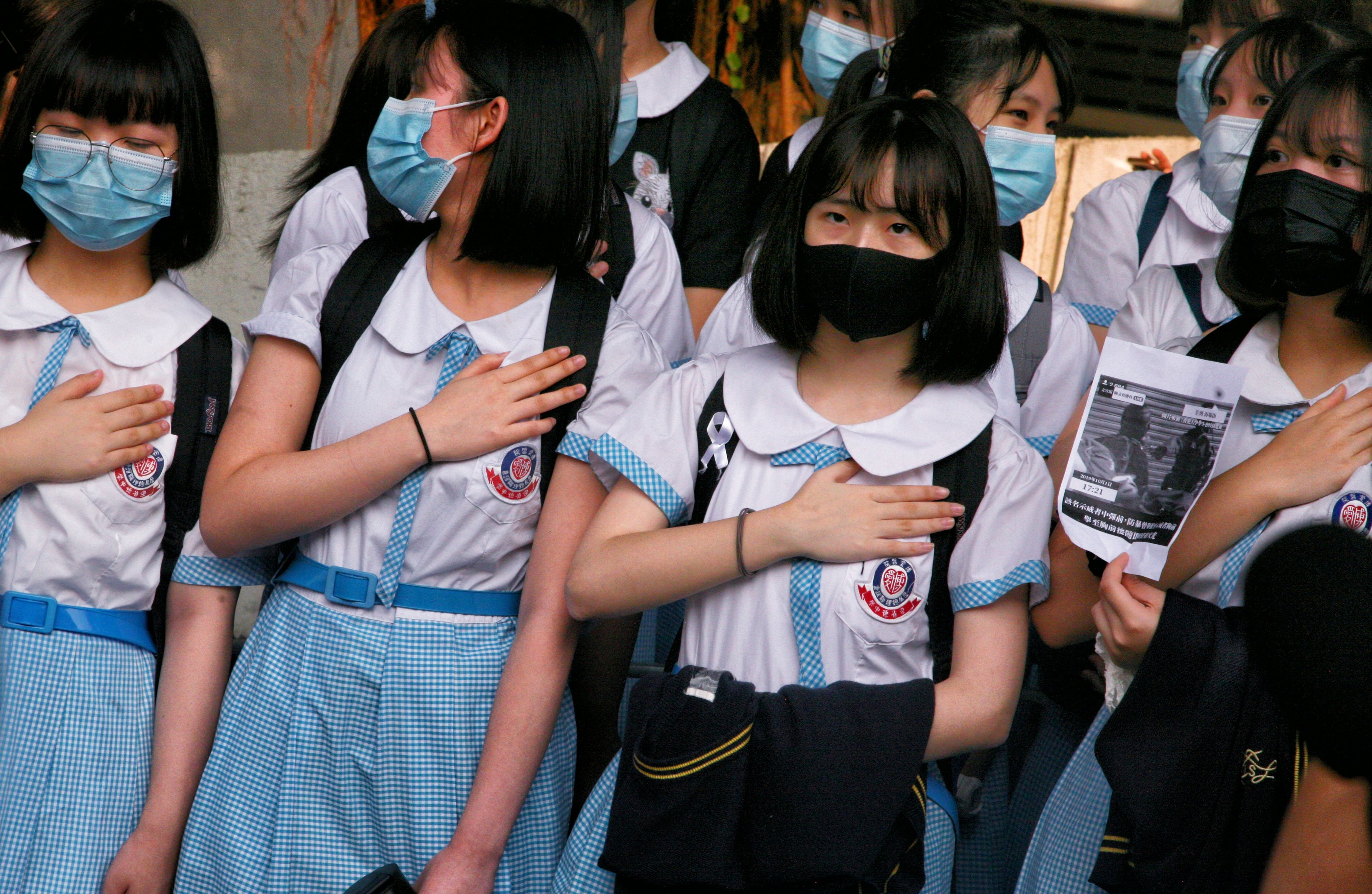
有梁省德中學學生在何傳耀中學外將手放於心口，抗議警察用子彈射傷學生心口。

何傳耀中學多名校友、學生及鄰校的學生於事發後翌日早上集結於該校門外，聲援中槍的學生，並且要求校方對此事作出回應。

### 日間快閃遊行及集會
10月3日，約一千名市民於遮打花園集結再遊行至上環及折返金鐘添馬公園，而沙田大會堂百步梯亦有多人靜坐。
10月3日夜間，示威者於港鐵寶琳站、坑口站、將軍澳站、調景嶺站、沙田站及大圍站進行破壞。荃灣亦有中資銀行櫃員機及麻雀館受破壞，黃大仙巴士總站附近亦有消防裝置被啟動，消防用水亦湧至港鐵黃大仙站站內。銅鑼灣則有多人在夜間集結並堵塞行車道。

### 實施《禁止蒙面規例》
2019年10月4日下午3點正，香港特別行政區行政長官林鄭月娥召開記者會，宣佈2019年10月5日凌晨零時零分起引用《緊急情況規例條例》實施《禁止蒙面規例》（Prohibition on Face Covering Regulation），為1997年7月1日香港主權移交後首次透過緊急法立法。国务院港澳事务办公室、香港中联办就特別行政區政府頒佈《禁蒙面法》表示支持。
10月4日夜間，有抗爭者以以水馬、鐵欄等雜物，在屯門公路、屯門鄉事會路及屯興路近屯門大會堂設置路障及堵塞馬路，又破壞屯門政府合署玻璃外牆，港鐵觀塘站亦被人啟動消防裝置，港鐵大埔墟站及太古站附近亦出現警民衝突。受事故影響，港鐵於當晚提早關閉觀塘站、牛頭角站、大埔墟站及太古站。
- 2019年10月4日星期五晚提早晚上10時30分全部線路（包括香港輕鐵、廣深港高鐵西九龍站）全部關閉。

- 2019年10月4日星期五晚，晚上10時30分左右，一名便衣警察在元朗大馬路以實彈射向示威者自衛，一名14歲少年，再被警方用實彈射擊，射中大腿，情況嚴重，送往屯門醫院急症室救治。

### 葵涌邨居民發起遊行
2019年10月17日下午5點，50多名葵涌邨居民由曉葵樓遊行到邨內兩個屋邨辦事處請願, 要求房屋署出席居民大會，並交待為何10月1日有大批警員無故進入葵涌邨範及無理拘捕十多名街坊。葵青區議員黃潤達不滿警方當日無故入邨濫捕居民, 而房屋署亦兩度拒絕出席居民會交待相關事件。

### 受傷市民入稟向警務處長索償
在2022年9月2日，一名市民稱自己於2019年10月1日在太子站B1出口被警員制服，之後看管期間及羈留在旺角警署期間被警員施襲或酷刑對待而引致受傷，透過律師入稟區域法院，民事控告警務處處長，要求對方就此作出賠償，但沒有提及索償金額。

### 受傷警員入稟向警務處長索償
2022年9月底，兩名警員先後入稟區域法院向警務處索償。入稟狀指警員在屯門大會堂外執勤期間，指揮官指示驅散附近一帶的非法集結，及拘捕污辱國旗的示威者。指出當時示威者的數目遠超於警員，認為警務處長錯判形勢下令警員受襲，最後左前臂及胸口近頸位置被灼傷。

## 法庭提堂

### 黃大仙案件

#### 11人被控在鳳德道及盈鳳里參與非法集結
11人被控「非法集結」罪，案情指他們在黃大仙鳳德道及盈鳳里參與一場非法集結。被告包括7男4女，年齡介乎14至29歲。2019年10月3日，案件在西九龍裁判法院提堂。眾人獲准以現金保釋，除一名被告外其餘被告一律不准離港、須居於報稱地址及定期到警署報到，但毋須守宵禁令。
其後，案中2名女生被律政司撤銷控罪，裁判官裁定控方需支付辯方訟費。其餘9人全部不認罪，在2021年2月接受審訊。當中8名被告在審訊途中被裁定表證不成立，即場釋放。餘下一名被告雖然被裁定表證成立，但最後仍被裁定罪名不成立。

#### 19歲男學生被控在東頭村道參與暴動
一名被捕的19歲林姓學生被單獨控告，在黃大仙東頭村道參與暴動。案件10月3日在觀塘裁判法院提堂。被告獲准以3000元保釋，其間不得離港，須守宵禁令。
被告在2019年11月再度提堂時，辯方要求裁判官將被捕時情況紀錄在案。根據辯方說法，被告在被捕後被要求戴上證物拍照，包括眼罩和防毒面具，期間未有接受任何法律意見；另外，警方又曾在沒有警誡的情況下，提問有關控罪的案情。
2020年6月2日，區域法院法官沈小民裁定被告罪名不成立。法官指出兩名作供警員有疑點，包括未能解釋被告頭部的傷勢，否認現場有辯方提供影片中出現過的消防車，以及沒索取案發地點附近閉路電視片段。

#### 12人被控在龍翔道參與暴動
有12人在黃大仙龍翔道被捕，年齡介乎17至24歲，包括一名義務急救員，他們被控一項暴動罪，當中兩人另被控管有攻擊性武器罪，各被告表示不認罪。經過審訊後，到2022年1月28日，區域法院李俊文指暴動現場四通八達，認為他們是蓄意令自己成為一份子，加上被告的衣著及裝備為黑色，反映他們是與示威者為伙伴，明顯以鼓勵形式參與暴動。而法官更指作為聖若翰急救隊隊員的被告當時提供救援服務，明顯是為「暴徒」提供支援，會增加「暴動的激烈性及持續性」和「參戰軍隊的救援兵」。因而裁定11人被裁定罪成，只有1人因裝束與其他「暴徒」不同，加上缺乏裝備，而裁定罪脫，多名被告聽到判決後抱頭痛哭，各人原還柙至3月4日判刑，不過因疫情關係而延遲到4月23日。到4月23日，李俊文相信8名被告犯案只因衝動及不成熟，但同時指出擔任急救員的被告是以自己的角色參與暴動，因此罪責亦同其他被告相同，被判監禁3年3個月。被告不服定罪申請上訴，案件在2023年8月4日在高院處理。上訴庭聽畢雙方陳詞，駁回上訴申請，將於6個月內頒布理由。上訴方指，上訴人到場進行人道救援，其背包內大部分是急救用品，沒有鼓勵他人破壞社會安寧。法官彭寶琴質疑，上訴人意圖提供醫療援助，令參與暴動者無後顧之憂，「唔可以推論佢有參與暴動嘅造意咩？」。另一法官彭偉昌亦指，上訴人在暴動現場，提供有風險的服務，「你可以話淨係救人，但好難推論，不利推論係呼之欲出」。上訴庭認為，上訴人身穿橙色有急救字樣背心，搶眼易明，意思就是「能夠和樂意」提供即時急救服務，但其實他根本「沒有任何身分」這樣做。「可以肯定的是，在暴動核心範圍內，舉目都是穿黑衣的暴動人群」，而上訴人不可能不清楚他們是其主要服務對象。故原審法官有足夠理由裁定上訴人「鼓勵」當天暴動，作「支援或後盾」，提供急救協助和「令他們（暴動者）可放心向警方對抗」，遂駁回其上訴。
其餘6名女被告因性別或缺乏全副武裝而判監3年，部份親友聞判後不斷哭泣。至於同案另外3名年輕被告早前被判入教導所。而一名女23歲被告獲裁定暴動罪不成立。

#### 5人被控在龍翔道參與暴動
另外5人被控在黃大仙龍翔道連同其他人參與暴動和抗拒正當執行職務的警務人員，2021年12月31日於區域法院由法官練錦鴻裁定罪成，當中3人為舞台劇演員及學生。到2022年4月4日，練錦鴻指當日的暴動並非源於《逃犯條例》，是示威者借題發揮，因政府早在6月15日宣布暫緩。批評被告當日癱瘓九龍交通的行為不但是自私自大，同時會為社會帶來恐懼不安，破壞社會和諧互信、及香港和平安全大都會形象，影響國際。他們被判監禁4年3個月至4年半，而22歲獸醫助理及19歲港大生分別判入勞教中心及教導所。另外，任職共享辦公室行政人員的27歲被告，雖然堅稱自己只是路過，並沒有參與暴動。不過練錦鴻認為他受過高等教育，應該知道要為自己行為負責，加上被捕時掙扎和搜出32公分短棒，被判囚4年6個月。

#### 1人被控港鐵站外地面寫口號
一名39歲無業男子被指涉當日於港鐵黃大仙站外B3出口外的地面，寫上「五大訴求，缺一不可，光復香港，時代革命」口號。該男子事隔逾兩年半被捕，控告以一項刑事損壞罪。案件在2022年7月20日於九龍城裁判法院首次提堂，男子以1000元保釋，案件押後9月14日再訊。到審訊當日，控方同意撤控，署理主任裁判官黃雅茵批准被告自簽2,000元、守行為兩年。

### 長沙灣案件及荃灣襲警案
警方於衝突半年後起訴2名男子，控以「持有受管制武器」及「襲警」2罪。2020年3月27日於觀塘裁判法院提堂。
30歲林姓被告被控於2019年10月1日在長沙灣福榮街甜品店「甜一刻」內，管有一枝摺合時長23厘米、延伸時長50厘米的伸縮棍，被控管有攻擊性武器罪；
22歲報稱學生的梁姓被告被控於2019年10月1日在荃灣荃豐中心天橋上向地面警員投擲垃圾桶蓋，襲擊警員賴信安，被控襲警罪。
辯方要求押後案件以便索取相關文件，以及向林姓被告及梁姓被告給予法律意見，2人案件分別押後至5月22日（梁姓被告）及5月8日（林姓被告）改在西九龍裁判法院再訊，梁姓被告可繼續以原有的1000元保釋，而林姓被告可以5000元保釋。其後林姓男子承認控罪，2020年11月11日，西九龍法院裁定被告需履行160小時社會服務令。而不認罪的梁姓被告經審訊後，於2020年11月6日由裁判官劉淑嫻裁定罪名成立，判即時監禁3個月，其後獲准保釋上訴。但上訴申請最終遭到法官張慧玲駁回。張慧玲認為證供均顯示被告遭警員制服時已經戴上頭盔，被告無法解釋為何自己的頭部裂傷，同時認為傷口並不嚴重。

### 荃灣中槍及暴動案件
警方控告4男1女，年齡17至26歲，各被暫控一項「藏有攻擊性武器」罪，10月3日上午在九龍城裁判法院提堂。而另外7名年齡18至38歲男子亦被暫控1項「參與暴動」罪，其中一名38歲男子同時被暫加控1項「縱火」罪，另外一名18歲男子亦同時被暫加控2項「襲警」罪，案件於2019年10月3日下午在沙田裁判法院提堂。18歲男子是在荃灣中槍的學生曾志健。惟當日只有4名被告能上庭。裁判官按控方要求，把案押後至11月14日再提訊，4名被告均准保釋，其餘被告則稍後才上庭，中槍少年的律師欲為他申請保釋，法庭將於第二天討論能否在少年不在場的情況下處理其保釋申請。10月4日，辯方申請包括曾志健在內的3名留院被告申請保釋，裁判官最後批准曾志健缺席下以現金5000元擔保，期間只須遵守不得離港限制。而其餘兩名被告均獲准分別以1萬及5000元擔保外出，期間不得離港及居住在報稱的住址。1名被告須每天往警署報到，而另1被告只需每週1次前往警署報到。11月14日，第2次提堂，控方申請修改控罪內容的字眼，包括隱去涉案警務人員的職級，部份被告的案發地點亦有作修改，並將案件轉介區域法院。眾被告將於12月5日在區域法院答辯。控罪書上首5名被告 - 38歲報稱清潔工人的陳姓被告、19歲報稱香港專業教育學院學生的陳姓被告B、25歲報稱程式設計員的李姓被告、21歲報稱香港專業教育學院學生的馮姓被告、22歲報稱香港專上學院學生的郭姓女被告同被控1項暴動罪，指他們於10月1日，在荃灣海壩街一帶與其他不知名人士參與暴動。其中陳姓被告另被加控1項「縱火」罪，指他於相同日期和地點，連同另一不明人士用火損壞另一人的財產。而另外2名被告 - 18歲中五學生曾志健和26歲報稱理工大學學生的邱姓被告同被控1項「暴動」罪，指他們於本年10月1日，在荃灣海壩街、大河道、大河道北和鱟地坊一帶與其他不知名人士參與暴動。其中曾志健被加控2項「襲警」罪，指他於同日，在荃灣鱟地坊襲擊警員謝思明和曾家輝。下次聆訊前期間續准保釋。3名被告 - 馮姓被告，邱姓被告及李姓被告申請減少往警署次數，裁判官只批准李姓被告申請，由原先須每日報到改為只需每周報到2次，其餘被告的申請就被拒絕。12月5日，區域法院首次提堂。辯方申請將案押後至2020年2月13日再訊，以待4名被告處理法援申請，及向控方索取文件，獲法官批准，期間各人准以原有條件保釋。但年紀最大、39歲的陳姓被告，是唯一一名今沒有律師代表的被告，他向法官表示自己因「嫌麻煩」而不想聘用律師，「覺得自己ok搞得掂，自己年紀都好大」。法官提醒他所面對的暴動罪屬嚴重控罪，「有律師去做好過你自己做」、「有法律意見都冇乜問題」，並指出到金鐘已可申請法援。其後因疫情關係延至4月6日再提堂，陳姓被告的代表大律師指，由於需給予被告法律意見等，因此辯方申請把押後至6月9日再訊，屆時或申請把案件分為兩案。最後法官批准。而未有律師代表的陳姓被告，則指現時疫情嚴重，「成日出去驚感染」，要求現時每星期到警署報到兩次的保釋條件更改。而馮姓被告和邱姓被告亦作出相同申請，要求把保釋條件中的每星期到警署報到2次，減為1次。另外法官詢問被告曾志健的健康情況，辯方回應指，曾基本上康復。控方則指，早前因應曾的身體狀況，才有現時獨特的保釋條件，現要求他亦需到警署報到。但辯方反對更改。法官最終決定把所有被告到警署報到的次數，定為每星期1次，他們均需星期六到警署報到。
2020年6月9日，區域法院再訊，辯方認為，案中7人所涉事件的時間及地點不同，第一至第五被告為一組，第六及第七被告為另一組，故申請將案件分拆處理；控方表示反對。由於相關議題涉法律爭拗，法官將案件排期至7月6日，以待審理案件應否分拆處理。
2020年8月14日，被告曾志健早前入稟法院就人身傷害索償，並申請法援。前香港眾志秘書長黃之鋒指，曾同學上月中接獲法律援助署來信，拒絕其法援申請，信中表明拒絕的理由，包括「本署認為警方於相關時間向你所使用的武力是合理的」。
2020年12月22日再於區域法院再訊，但曾志健沒有出庭，法官高勁修決定發出拘捕令。同案另一名被控暴動的被告，理大博士生邱宏達，辯方申請押後至2021年2月2日再訊，以便與控方商討事項，獲法官高勁修接納。博士生其後承認一項非法集結罪的交替控罪，被判監禁1年。
2022年7月13日凌晨，警方在西貢北潭涌巴士站拘捕4名男子，其中2人是曾志健及馮姓學生；14日被帶往區域法院提堂，控方指，由於有極高的潛途風險，故反對他們保釋。2人均沒保釋申請，須還押至9月13日，以待辯方申請法援、提供法律意見及處理保釋金事宜。
2022年7月14日，警方拘捕1名34歲任職倉務員的男子，他因協助包括曾志健在內的4名男子逃避法庭聆訊，及或逃離香港司法管轄區，以阻止及阻礙對香港警務處的調查及/或因該調查而引發或可能引起的刑事訴訟。被控作出1項或一連串傾向並意圖妨礙司法公正的作為罪，15日在西九龍裁判法院提堂，應控方申請，國安法指定法官、主任裁判官羅德泉將案件押後至9月9日再訊，以待警方調查被告的手機及銀行戶口等，以及調查案中有否主腦及其他被協助人士等，被告申請保釋被拒，還押懲教看管。
其後在2023年1月4日，包括曾志健在內的5名男子，除其中1人因確診新冠肺炎延9日提堂外，其餘人士在西九龍裁判法院再提堂，5人各被控一項「作出一項或一連串傾向並意圖妨礙司法公正的作為」，控方指已索取法律指示，兩宗案件將會合併處理，並轉介至區域法院，申請將案件押後以待準備合併及轉介文件，獲署理主任裁判官香淑嫻批准。4人沒有保釋申請，須還押至2月1日再訊。
其中涉及荃灣暴動的24歲男子馮清華早前承認暴動及妨礙司法公正兩罪，2023年9月11日在西九龍裁判法院（暫代區院）由區域法院暫委法官彭亮廷判予入獄4年。彭亮廷接納被告沒政治背景及聯繫，被捕時身上僅保護裝備，非領導角色，但強調涉案暴動癱瘓整條街道，被告有備而來，非即興參與。至於妨礙司法公正罪，彭亮廷指被告並非潛逃計劃的策劃者，但就辯方指他潛逃期間形同軟禁，被告的經歷完全是其自己招致。
而曾志健因手持自製盾牌及金屬棒，被西九龍裁判法院暫委法官嚴舜儀指屬有備而來，與其他示威者對落單警員窮追不捨，恃人多勢眾行使暴力，性質惡劣。嚴舜儀又指曾志健患抑鬱症、槍傷非減刑因素。至於潛逃案，嚴舜儀指年輕被告明顯受人慫恿，如果不是有人危言聳聽、出謀獻策，他們根本沒能力、甚至不會藏匿及偷渡。就協助他們匿藏的男子，嚴舜儀指沒證據顯示他是主腦，惟協助租用匿藏單位及安排食宿，罪責遠高於另外3人。總括而言，曾志健兩案的總刑期為47個月（3年11個月），另外兩男分別被判10及20個月監禁，案發時未成年男生被判入教導所。
警方拘捕1名26歲男子，於2020年10月某日至2022年7月13日期間（包括首尾兩日）在香港，連同其他人，意圖阻撓和妨礙法庭審判和完成針對馮清華、曾志健、王愷銘及案發時未成年的黃姓少年所提起刑事法律程序的司法管轄權。被控妨礙司法公正罪，2025年2月8日於東區裁判法院首度提堂，控方申請押後案件待警方進一步調查，包括檢查被告電話、電腦、iPad 等裝置，以及被告銀行紀錄，以確認其資金來源及流向，暫時毋須答辯。裁判官施祖堯拒絕被告保釋申請，須還押至5月6日早上於東區裁判法院再訊。2025年2月9日，警方再拘捕1名26歲女子，以同樣罪名及案情起訴，同月10日於東區裁判法院首度提堂。控方指，女被告與上周被捕男被告屬男女朋友關係，協助的逃犯涉及嚴重罪行，當中牽涉國安和襲警等案件，被告在過程中提供食物、飲用水等物資給有關人士，並為其安排葵涌一租住單位居住。由於有人在逃，控方申請還押，等待警方進一步搜查，如資金流向和手機資訊。辯方則引述被告，稱願意以個人8萬元、哥哥的8萬元作人事擔保、一星期三次到秀茂坪警署報到、承諾不離開香港、願意遵從宵禁令、交出旅遊證件等條件申請擔保。主任裁判官蘇文隆認為，本案案情嚴重，潛逃機會高，拒絕擔保還押，案件押後至5月6日再訊。

### 沙田案件
兩名分別20和21歲的情侶，被控在沙田正街與獅子山隧道公路的交界處附近與其他不知名人士參與暴動，兩名被告表示不認罪。到2022年10月6日，區院法官謝沈智慧裁決時指，首被告稱有穿熒光背心的人，將眼罩、手套等物品交予他，但次被告則稱是交予她，證供有分歧。謝沈智慧又指，事發時有示威者聚集，地上佈滿玻璃碎片，兩被告卻稱不知何事，令人難以置信。而二人證供有分歧，互相矛盾。二人聲稱行山，物品未有提及有帶食水，盤問下才稱有帶，認為兩人皆非誠實可靠證人，拒絕接納證供。而謝沈智慧指首被告被捕後向記者喊自己名字，代表是示威者常做行為，加上衣着及常用裝備也是示威者的打扮下，裁定二人罪成。辯方求情指，首被告及次被告均正在進修，二人案發後均確診抑鬱症。不過謝沈智慧反指特別日子干犯是加刑因素，兩名被告還押至11月30日判刑。不過之後因其中一人確診曾而延至12月6日判刑。到判刑當日，謝沈智慧指雖然沒有證據顯示兩人帶領、鼓吹或煽動其他示威者參與暴動，但當日長達4小時的暴動涉及數百至千人，形容示威者「肆無忌憚」、「目無法紀」，而案發地點如戰場，並指出暴動地點在沙田市中心，「對公眾構成極大滋擾，對商舖造成無可計算的經濟損失」，又加深不同政見人士的分歧，以及破壞警民關係。而兩人戴着防火手套下，最後被判監禁4年半。

### 多名民主派人士被捕
2020年4月18日，警方港島總區重案組展開拘捕行動，拘捕人士包括壹傳媒集團主席黎智英，民主黨創黨主席，大律師李柱銘、前主席楊森、何俊仁及單仲偕、工黨副主席李卓人及何秀蘭、公民黨吳靄儀、社民連梁國雄，以及區諾軒等九名前立法會議員，而社民連吳文遠及黃浩銘，民主人權陣線的陳皓桓及支聯會蔡耀昌亦被捕。全部人被落案起訴涉嫌組織及參與未經批准的集結，及公告未經批准的遊行等控罪，2020年5月18日在東區裁判法院提堂，全部人獲准保釋候查。

2020年5月18日案件由東區裁判法院改至西九龍裁判法院開審，14人被控於2019年8月18日，8月31日，9月30日，10月1日，10月19日和10月20日進行未經批准的遊行，組織未經批准的集結及明知而參與未經批准的集結等罪，各人准以1000至3000元保釋，期間需到警署報到。控方申請押後至6月15日，等候文件轉介區域法院審理，獲裁判官批准。案件于2021年5月28日在區域法院裁决，陳晧桓、李卓人、梁國雄、何俊仁判18個月；楊森、何秀蘭、吳文遠、黎智英判14個月；單仲偕、蔡耀昌判14個月，緩刑2年。由於部份被告本身已有刑期在身，三案合計各人刑期後，何秀蘭的刑期在部份同期執行後總刑期為12月，法官胡雅文稍後再開庭更正，指何的總刑期應為14個月，即各被告連同他們在其他案的刑期綜合計算後刑期為14至22個月。

### 屯門文娛廣場暴動案
3名22歲至23歲青年被指在屯門文娛廣場向突然由屯門大會堂衝出的防暴警員擲物，被控暴動，非法集結和管有物品意圖摧毀財產等4項罪名，他們均不認罪。經審訊後，到2022年1月29日，區域法院暫委法官高偉雄裁定一名青年因手持棍狀物體衝向警員，加上當時的裝束和物品和被告管有兩瓶噴漆，被裁定暴動及襲警等3罪成。其餘兩人因無證供顯示逗留時間，警員的證供和片段不能磨合，加上警員驅散前沒有作出警告下，裁定非法集結罪脫，罪成的23歲被告還柙至2月22日判刑，之後被判監禁4年。法官高偉雄指出當時被告拯救女友的說法是不顧法律，並激化其他示威者向警方使用暴力。又指當時有人潑灑腐蝕性液體，造成9名警員及記者受傷，而大會堂周邊設施被破壞後需要花費120萬維修，加上被告帶備噴漆和襲警，因而裁定罪成。

### 晚上屯門暴動案
一名40歲男護士被控在錦華花園錦薈坊外暴動，被指站在約百多名聚集人群的前排，被告否認控罪。經審訊後，到2022年12月21日，區域法院暫委法官鄭念慈指警長自言英文水平不高，卻以英文撰寫記事冊及供詞，當中沒提及被告有否站在示威人群前排此重要證供，裁定其證供不可靠。法官又指，另一警員沒有施行警誡，決定剔除對被告不公的招認。考慮到兩名警員對被告的描述不同，加上被告並非在集結範圍內被截停，法官認為他有可能是示威者，亦有可能是無辜的途人，最後裁定罪名不成立。

### 彌敦道暴動案

#### 第一宗案件
第一宗案件涉及18名被告，2020年6月8日在九龍城裁判法院提堂，全部被控一項暴動罪。控罪指稱，各被告於2019年10月1日，在彌敦道尖沙嘴警署與長樂街之間的一段彌敦道參與暴動。
被告為31歲袁姓文員，23歲黃姓女子，23歲黎姓學生，18歲吳姓學生，18歲甄姓學生，25歲方姓被告，24歲姚姓運輸工人，24歲宋姓學生，29歲彭姓地盤工人，17歲張姓學生，29歲雷姓被告，22歲韋姓被告，24歲梅姓會計師，22歲聶姓學生，26歲林姓攝影師，23歲黃姓被告，27歲鄭姓售貨員及19歲陳姓運輸工人
案中四名被告被加控「在公眾地方管有攻撃性武器」罪。案情指方姓被告在油麻地彌敦道與眾坊街交界攜有彈弓及44粒鋼珠；宋姓學生在油麻地彌敦道454號至456號外攜有1枝雷射筆；雷姓被告在油麻地彌敦道476號外攜有1枝雷射筆；而陳姓運輸工人在油麻地彌敦道近永星里攜有2枝雷射筆。
其中聶姓被告沒有到庭應訊，辯方律師稱曾多次聯絡被告但未獲回應，裁判官遂頒下拘捕令通緝她。其餘被告全部獲准保釋。
到2023年2月4日，法官王詩麗裁定11人罪成；一名電影製作人被告早前作供，指當晚在場視察拍攝場地。不過法官拒接納，質疑對遊行「無動於衷，不畏不懼」，認為供詞與行為矛盾。官亦拒接納 4 名被告爭議警員辨認，又指11人與示威者衣服裝飾一致、配有裝備，向其他參與暴動的人表明是同路人，藉以壯大聲勢。餘下的24歲運輸工人被指沒攜示威者常見裝備，衣物有耀眼奪目的圖案，裁定罪脫。法官下令將罪成11人還押至2月18日求情，期間為被控時17歲的第八被告索取教導所報告，定於3月4日判刑。到判刑當日，法官王詩麗引述各被告的求情，提到有被告原獲台灣大學錄取，但因本案失去入學資格；亦有被告為咖啡師原定今年4月參加拉花比賽，但因本案未能參與。法官判刑時稱，當日暴動嚴重，示威者衝擊警方權威及法治，直斥他們目無法紀；又指被告預備衣服更換，以免被辨識，明顯是「有備而來，聚眾滋事」。法官拒絕接納辯方指案件延誤 3 年多，指被告可選擇適時認罪，以獲取三分一的刑期扣減。經考慮本案案情，以監禁 4 年 7 個月為量刑起點，各被告獲正面評價，酌情減刑 3 個月，其中 10 人判囚 4 年 4 個月，17歲被告判入教導所。
法官又提到，每名被告均稱家人年老無人照顧、入獄對其家庭造成困境，惟香港已受負面運動摧殘，且他們明知警方執法或會被捕，被告仍指自己無知、沒深思熟慮，並不合理。

#### 第二宗案件
第二宗案件涉及21歲林姓家庭主婦和17歲少年，在彌敦道580號地下被捕。她和第一宗案件一樣，2020年6月8日在九龍城裁判法院提堂，被控在油麻地窩打老道與碧街之間的一段彌敦道參與暴動。被告同樣獲准保釋。而同案的17歲少年被控暴動罪，兩人均承認控罪。到2022年4月29日，法官李慶年判刑時指出沒有證據顯示兩人有號召、領導角色或參與直接襲擊，只有證據顯示他們蓄意留守，林姓家庭主婦被判入獄30個月，17歲少年被判入教導所。

#### 第三宗案件
5名男女因在油麻地彌敦道管有伸縮警棍、改裝鐵通、手銬、槌子、士巴拿、刀彈弓及彈珠；各被控管有攻擊性武器罪；
當中26歲展覽舞台撘建工人因於2019年10月13日在旺角彌敦道近亞皆老街交界，無合法辯解而損壞一輛警車及搜出 5 千瓦雷射筆。另被控一項刑事損壞罪及一項在公眾地方管有攻擊性武器罪；
而另1名30歲地盤工人因於2019年10月13日在旺角雅蘭中心外襲擊向某警務人員襲擊其頭部，並企圖搶去其佩槍。另被控一項意圖搶劫而襲擊他人罪；
2020年4月8日於九龍城裁判法院再提堂，署理主任裁判官嚴舜儀押後三案，拒絕30歲地盤工人保釋申請，26歲展覽舞台撘建工人沒有申請保釋，
首案的辯方律師投訴，指連計今次提訊，控方在下次提訊日期即6月8日時，即在案發後隔8個月仍未提供進一步文件，使被告無法索取清晰的法律意見，做法極不理想。同案另外3人則早前獲准保釋，其中2人申請更改警署報到的地點及時間獲批。。
案件其後在2020年6月8日再提堂，5名被告全部被加控暴動罪。

#### 合併案件審理
2020年6月8日三宗案件同時提堂時，控方提出將24名被告的所有案件合併，並將於區域法院審訊。
經過案件管理程序後，當中9名被告（年齡介乎19歲至26歲）的案件在2022年1月開審。他們均否認暴動罪及管有攻擊性武器等罪，經審訊後，在同年11月22日於西九龍裁判法院由區域法院法官張潔宜裁定罪成，張潔宜裁決時指，本案9名被告案發時身穿黑衣，並在其身上搜出示威者常用物品，認為他們出現在暴動現時並非偶然，可見他們是有備而來參與暴動。她特別提到一般人必然會得知案發當天在彌敦道有遊行示威活動，當時兩旁的橫街小巷沒有被封鎖，任何人可自由進出彌敦道。她又指被告若無意圖參與遊行示威，不會以類似示威者打扮在案發現場出現或逗留。她亦拒絕納3名被告證供。被告還押至11月30日求情。

#### 判刑
2022年12月12日，區院法官張潔宜就暴動罪判刑：
李翠婷 - 4年9個月

方穎雯 - 4年9個月

宋昭鵬 - 4年9個月

雷健昌 - 4年9個月

陳文澤 - 4年9個月

楊任濤 - 抗辯時幾乎沒挑戰證人證供，扣減2個月至判囚4年7個月

黃炎元 - 抗辯時幾乎沒挑戰證人證供，扣減2個月至判囚4年7個月

何善航 - 5年，另因管有攻擊性武器等罪加刑3個月

羅偉洛 - 缺席聆訊，法庭早前已發出拘捕令
頭5名被告另被控管有攻擊性武器等罪，法官就這七罪判囚 6 個月至 12 個月不等，全數與暴動罪同期執行。
張潔宜判刑時強調，本案暴動集結人數眾多，根據警員證供，一度有逾千人集結，後期亦有數百人。而警方警告後，集結人士未有散去，並使用暴力，如投擲汽油彈等。而現場示威者均身穿深色衣物、戴面罩及手持雨傘等，法官認為，他們明知自己違法所以掩飾身分，欲逃避法律責任。9名被告同樣戴面罩及攜有裝備，部分人更管有攻擊性武器，可見他們有備而來。而暴動歷時約48分鐘，期間示威者多次攻擊警署。雖然不能證明有嚴重財物損毀及嚴重傷亡，也沒有證據證明本案9人有帶領角色。不過法官認為汽油彈必定會對現場造成一定損壞，衝擊亦會對警員及途人的人身安全帶來風險，而根據案例法庭需考慮示威者的整體行為。示威者向警署投擲汽油彈，行為目無法紀，以一連串的行為挑戰警方權威及法治，屬本案嚴重之處，須判處即時監禁。判刑時需考慮暴動規模、參與人數、暴力程度，對警方及公眾的危險，保障執法人員的安全。
就暴動罪以5年作量刑起點，雖然理解判刑對被告前途構成一定影響，但他們要為自身行為負責。辯方求情時強調，辯方同意大部分案情，節省法庭時間，希望法庭給予刑期扣減。但法官認為，辯方所同意的均為政府公告及片段等，看不到理由不同意案情，又指除了第四及八被告外，其餘被告均有挑戰證供。此外，雖然眾被告已就案件承受超過3年壓力，但並非由控方延誤引致，不能作減刑理由。

### 銅鑼灣Airbnb單位串謀暴動案
2019年10月1日晚上，警方在銅鑼灣一個Airbnb租用的單位內搜出白電油及玻璃樽等，先後拘捕6人，年齡介乎18至25歲，被控串謀參與暴動。審訊時，辯方指涉事單位租用人名字譯音為「卓簡深」，而非第六被告沈卓勤。控方承認只靠閉路電視拍到涉案人在9月28日攜旅行箱出現，名字與租下單位的人名字譯音相似。當法官沈小民要求控方寫出「卓簡深」的確實中文寫法時，控方未能寫出，重申只有譯音，引起法官質疑。
2021年2月19日，法官沈小民裁定全部被告罪名不成立，並表示無法判斷這些物資是否由首5名被告管有。律政司其後就裁決提出上訴。

### 灣仔暴動案
2019年10月1日下午，警方在灣仔金鐘道、軒尼詩道、莊士敦道及皇后大道東一帶拘捕57人，涉嫌非法集結。相隔兩年半，13名年齡介乎20至54歲的男子在2022年3月被再次拘捕，當中12人被控「暴動」，另一人被控「管有任何物品意圖摧毁或損壞財產」罪。除此以外，部分人亦被控「無牌管有彈藥」、「阻撓在正當執行職務的警務人員」、「在公眾地方管有攻擊性武器」、「無牌管有無線電通訊器具」及「抗拒在正當執行職務的警務人員」罪。 案件於2022年3月30日在東區裁判法院提堂，全部被告獲准保釋。其中1名被告要以3萬元保釋金及1萬元人事擔保金擔保，並須遵守宵禁令及每天到警署報到、不准離港等。餘下12人獲准以5千元保釋，須遵守每星期到警署報到1次及不准離港等保釋條件。案件分2案處理，其中11人押後至6月21日再訊，餘下2人押後至5月24日再訊，以待準備轉介至區域法院的文件。

### 其他案件
- 39歲報稱文員的李姓男子，被控1項「抗拒警務人員」罪。案情指他10月1日在屯門看見警車後逃走，在警長追逐他的時候發生糾纏。案件在2020年3月30日於粉嶺裁判法院提堂。被告獲准以2000元保釋，期間不准離港。[145] 裁判官在2020年11月3日裁定被告罪名成立，監禁14天。辯方認為被告最終被制服時表現合作，沒有逃走意圖；但裁判官不同意說法，認為被告當時已被警員包圍，即使想走也走不到。[146]

- 29歲報稱文員的魏姓被告於10月1日在灣仔軒尼斯道321至331號外襲擊警務督察林泰金後背。被控1項「襲警」罪。2019年10月3日在東區裁判法院提堂，被告暫時毋須答辯，案件押後至11月14日再訊，以等待警方查閱相關片段及索取法律意見。被告獲准以10000元保釋，但不得離港，要交出旅遊證件，居於報稱地址及要在晚上11時至早上7時遵守宵禁令，並要每周到警署報到。[147]2020年7月22日宣判被告罪名不成立。[148]

- 警方落案起訴2名女子，2020年6月3日於東區裁判法院提堂。兩人獲准以現金5000元保釋外出，但不得離開香港。[149]
  - 31歲韋姓女子被控1項「在公眾地方管有攻擊性武器」罪。案情指她於2019年10月1日，在北角電氣道管有1枝鐳射筆。裁判官張志偉在2021年2月裁定她罪名不成立。
  - 31歲王姓金融顧問，則被控「在公眾地方管有攻擊性武器」及「管有物品意圖損毀財產」罪。案情指她當天在同一地方，管有1支鐳射筆、1盒螺絲批、18個六角板手、4個圓形板手、2個鉗和1個螺絲刀。裁判官鄭紀航在2021年4月裁定她罪名成立，判監9個月。[17]

- 1名28歲女社工於2019年10月1日，在旺角塘尾道近亞皆老街的公眾地方，無合法權限及合理辯解，攜有一支鐳射筆。被控「在公眾地方管有攻擊性武器」罪，她否認控罪，經審訊後，2022年12月14日在九龍城裁判法院由裁判官崔美霞裁定被告罪名成立。下令為被告索取背景報告，被告須還押至12月23日判刑。

崔美霞裁決時指，被告攜帶大量物件到場參與集會，可見她對集會有認知。她供稱不想被誣衊，希望保護自身利益。警員證供指，鐳射筆從被告背囊搜出。被告曾身處非法集結現場，當時她另攜有手套頸巾等，可用作掩飾身份，唯一推論是被告為暴力行為作準備。而她沒有合理辯解管有鐳射筆，以供自己為他人用作傷人，因此裁定罪成。
崔美霞天駁斥辯方，被告錄影會面時行使緘默權，明顯知悉個人權利，她作供時又承認不信任警員，當時受傷，希望盡快求醫而簽署，但簽署時卻一反常態，相信記事簿是警員私人記錄而簽署，認為其說法不合理。警員向她提及搜出鐳射筆時，她已提出爭議。但她又不要求警方展示鐳射筆，說法有違常理。對於被告稱不知道記事冊屬正式文件，裁判官質疑，若為私人紀錄則不需要被告簽署。警員在巴士上搜查被告背囊，裁判官認為，當時車內環境狹窄，有多人被捕，警員配有長槍等裝備，車上沒有空間，不可能搜查被告背囊。而當警員把鐳射筆放入其背囊時，她沒有反應，到達警署後亦沒提出爭議，並不合理。被告稱。裁判官反駁指，被告主要是四肢受傷，她因一些瘀傷而簽名同意自己管有鐳射筆，不合常理。最終崔美霞判女社工入獄半年。